# 假面騎士龍騎
《假面騎士龍騎》，是由日本東映製作的《假面騎士系列》第3部平成系列特攝作品，於2002年（平成14年）2月3日至2003年1月19日期間每週日上午8時在朝日電視台首播。

## 作品特色
- 本作的設定和風格均異於以往的系列作，且原創假面騎士角色數量亦是首次激增。
- 本作是第1部以使用卡片的《假面騎士系列》作品，以及第1部由怪獸提供武器和由怪獸配合使出必殺技的《假面騎士系列》作品，亦是第1部在劇中使用「假面騎士」這個名詞的《平成假面騎士系列》作品。
- 戰鬥於鏡世界進行，成為首部以異世界作為戰鬥主舞台的假面騎士作品。
- 本作奠定了往後絕大多數假面騎士作品中的變身腰帶，皆為外掛裝置的設定，同一假面騎士可以有複數變身者，同一人亦可以變身為不同的假面騎士。
- 故事最大革命性在於以假面騎士和假面騎士之間的戰鬥，至死方休作為主軸，因此變身者多為「生存」或「欲望」而戰鬥，而非以往為「保護他人」而戰（主角除外）。
- 《假面騎士系列》首次出現主角假面騎士死亡的情節，但後來因為時空被重設而復活。
- 劇場版首次出現正式的女性假面騎士（霧島美穗／假面騎士花夢）。
- 本作首次出現主角假面騎士黑暗版本的邪惡假面騎士，連變身者樣貌都跟主角一模一樣，但僅限劇場版和特別篇出現，後作《假面騎士KABUTO》亦有相同設定。
- 玩具商品方面，在日本地區的銷售量達到139億日元的驚人紀錄。
- 本作因結合了時下流行的卡片遊戲和戰鬥而受兒童歡迎，但因劇情為「假面騎士與假面騎士之間的戰鬥」是各假面騎士為了自身的欲望而戰鬥，而曾受報章批評為兒童不宜。
- 本作是《平成假面騎士系列》首次設定主角假面騎士只有1個強化形態。
- 由本作起直至《假面騎士ZERO-ONE》，假面騎士電視版主題曲的歌名及歌詞不含「假面騎士」一詞。

## 故事概要
故事一開始是一位女性在家中被存在於鏡世界的蜘蛛怪獸拖入鏡中而成失蹤事件。見習記者城戶真司在調查她和榊原耕一的離奇失蹤事件時意外得到假面騎士龍騎的變身卡盒，且之後還在鏡世界中認識了同為騎士的秋山蓮，在了解假面騎士之間的鬥爭後，決定阻止此戰爭和保護人類不受怪獸侵擾，但也因此捲入其中......

## 故事背景
- ORE JOURNAL

城戸真司工作的報社。規模不大。
ORE乃"Open Resources Evolution"的簡稱。
總編輯為大久保大介。桃井玲子和城戸真司為記者。島田奈々子為技術員。第30話起浅野恵加入成為第3位記者。
一度被芝浦純操控。
於《假面騎士ZI-O》中由大久保大介口中向常盤莊吾說出因為網路的發達的關係而面臨倒閉的情況。
- 花雞餐廳

神崎優衣和神崎沙奈子經營的紅茶店和住所。目前亦是秋山蓮和城戸真司的住所。
- 清明院大學

本作一所的大學。
神崎士郎、小川絵里曾在此就讀。
大學的401室先後成為江島教授和香川教授的研究室。
在江島研究室時期曾進行一次實驗，及後發生了事故。當時研究室全員除仲村創因當日並無參與實驗外全員受不同程度創傷。自此401室一直重門深鎖直至香川教授使用。
後期香川教授與仲村創和東条悟2位研究生在此進行對鏡世界的研究，實際上打算關掉鏡世界，並創造出2個抉擇者卡盒。
第42話香川教授決定廢掉此研究室。
- 北岡秀一法律事務所

北岡秀一律師和其助手由良吾郎工作和居住的地方。地方闊落。

## 用語
- 鏡世界（Mirror World）

現實世界相對的另一空間，環境與現實世界相同，字體卻是方向相反，任何能反射的物體皆是假面騎士到鏡世界的入口，而人間體待在該世界待久了也會跟著消失。
騎士想要離開就必須從一開始進來的反射物出去。
於續篇《RIDER TIME 假面騎士龍騎》中神秘的白衣女性咲良一度將過去曾經參與過騎士之戰的城戶真司等眾人再度帶到了該世界裡展開了新一輪的騎士戰爭。
於聯動劇場版《假面騎士GEATS×REVICE MOVIE Battle Royale》中城戶真司因一度被困在該鏡世界裏，而招來了部分參與過騎士之戰的騎士們參加「願望大逃殺」的游戲，因來自鏡像的另一個自己被擊傷而從鏡像世界裏脫困。
- 鏡世界傳送機（Ride Shooter）

假面騎士進入鏡世界的座騎，皆為一輛全罩式的機車。
長度：325cm
高度：140cm
寬度：112cm
時速：930km
- 騎士卡盒／卡牌組

是神崎士郎所製造出來的一種變身卡盒。假面騎士在未締結契約獸前，卡牌組為空白形式，只有在擁有契約獸後卡盒中央會出現代表該騎士的圖樣。一旦卡牌組在戰鬥中（變身姿態）被破壞，契約獸就會失控而將主人反噬或無法回去現實世界。假面騎士都有專用卡牌組，範疇有武器、召喚、絕技、特別技能等，只有持著卡牌組的人才能感覺到鏡世界和鏡怪人的異象。當要抽卡時會感應騎士的腦波來排列卡牌順序，因此不會有抽不到想要的卡牌的情況
- 召喚機（讀卡機）

假面騎士從卡盒抽出卡組後，會把卡組嵌入召喚機（讀卡機）裡，用以使出各種技能、或召喚出契約獸。每人的召喚機形式皆不同，如鐵兵的槍、猛虎的斧，基本的為像龍騎位於左手的龍頭召喚機。卡片放進召喚機之後到解除變身前都會放在裡面，因此除非牌組中有兩張以上的相同卡片，否則基本上無法重複使用。

## 電視版登場假面騎士
本作的假面騎士為「鏡騎士」，是一種能穿越鏡世界和鏡怪獸戰鬥的騎士，十三位騎士皆為神崎士郎製造。「不戰鬥就無法生存」為本作的假面騎士之座右銘。騎士在未和契約獸簽訂契約前皆為空白的形式，力量不強，必須使用「Contract（契約）」卡來和一隻鏡怪獸締結契約，便能使用其力量。使用者若要變身成騎士時需要在有反射物的地方（如鏡子、積水處、能反射之物品等等），將卡盒對準反射物後腰帶就會自動裝備在身上，喊出「變身（Henshin）」後再把卡盒置入腰帶上即可變身。

### 假面騎士龍騎
變身者：城戶真司、榊原耕一（替身演員：高岩成二、CV：須賀貴匡、和田圭市）
原文： / Masked Rider RYUKI
由城戸真司所變身的假面騎士，主體色為紅色，騎士面罩最上方有龍的標記為象徵，召喚機掛於左手前臂。
以近身格鬥戰為主，因城戶的心態影響而實力一般，但隨著劇情發展即使是通常形態也能發揮不俗實力，後來得到生存形態後戰鬥力更是飛升。

#### 變身模式
| 型態名稱 | 簡介 | 外觀                                                                                         | 能力                                                                 |
| 空白形態 | 原文： 沒有契約獸變身的形態 身高：190cm 體重：90kg 拳擊力：3t 踢擊力：5t 跳躍力：10m 行動速度：100m需8秒                             | 外觀類似通常形態，但紅色部分改為灰色。                                                       | 依照變身者原有能力發揮，卡片能力亦較弱。                             |
| 通常型態 | 原文： 劇中的主要形態，利用Ryuki (龍騎)卡盒變身的形態 身高：190cm 體重：90kg 拳擊力：10t 踢擊力：20t 跳躍力：35m 行動速度：100m需5秒 | 主體色為紅色，騎士面罩最上方有龍的標記為象徵，在夜晚戰鬥或乘坐傳送機時雙眼會泛著紅光為其特徵 | 卡片為擅長格鬥技類型，召喚機是固定於左手、造型為龍頭的「龍召機甲」。 |
| 生存型態 | 原文： 利用「生存卡－烈火」變身的形態 身高：193cm 體重：95kg 拳擊力：15t 踢擊力：25t 跳躍力：45m 行動速度：100m需4.5秒               | 主體色深紅色，卡盒變更為深紅色，騎士面罩附加金邊、最上方增加兩條龍鬚、胸甲擴大造型改變       | 各方面能力大幅強化，卡片能力亦同樣強化，而且種類更多元化。           |

#### 輔助工具

##### 變身腰帶
V Buckle（Vバックル）

##### 道具
騎士召喚機（RideVisor）
空白形態的召喚機。
龍召機甲（DragVisor）
通常型態的召喚機。
龍召機甲貳式（DragVisor Zwei）
生存型態的召喚機。

#### 戰力
無雙赤龍（Dragreder）

烈火龍（Dragranzer）

#### 專屬武裝
空白形態
劍(Sword)
通常型態
赤龍刀(Dragreder Sword)

#### 空白型態卡牌組
| 卡牌組                  | 效果說明 |
| ----------------------- | --- |
| Sword Vent （武器降臨） | 召喚一把普通劍。因爲是一把沒有契約獸力量的武器，所以對敵方傷害不大。（AP:300）                                                             |
| Seal （封印）           | 使用後可令使用者不受鏡怪人襲擊。原本神崎優衣給與城戸真司該卡是希望其不要介入幪面超人間的戰鬥，但真司選擇以幪面超人的身份戰鬥後將該卡撕毀。 |
| Contract（契約）        | 可與一隻鏡怪獸締結契約，一使用後變成一張該契約獸的降臨卡。                                                                                 |

#### 通常型態卡牌組
| 卡牌組                     | 效果說明 |
| -------------------------- | --- |
| Sword Vent （武器降臨）    | 召喚武器為赤龙刀。（AP:2000） |
| Guard Vent （護盾降臨）    | 召喚兩個赤龍盾，裝備於左右雙肩上，亦可拆下手持使用。（GP:3000） |
| Strike Vent （强力降臨）   | 召喚无双龙爪。配戴在右手上，並利用Dragranzer發動「龍爪火」。（AP:2000） |
| Advent（契約獸降臨）       | 召喚契約獸「无双龙（Dragreder）」。（AP:5000） |
| Final Vent （終極降臨）    | 發動必殺技「龙骑士踢」。（AP:6000） |
| Survive （生存－「烈火」） | 使用時身体会被火焰包围，騎士的召喚機：龍召機甲（Dragvisor），會先進化成召喚機：龍召機甲貳式（DragVisor Zwei），龍騎將「生存卡」插入召喚機中，緊接著全身被火焰包圍，不久，火焰逐漸散去，龍騎便會進化成全新的「生存型態」型態。 |

#### 生存型態卡牌組
| 卡牌組                    | 效果說明 |
| ------------------------- | --- |
| Guard Vent （護盾降臨）   | 召喚「烈火龍壁」。（AP:4000）                                                                                           |
| Shoot Vent（射擊降臨）    | 發動「流星炎彈」。（AP:4000）                                                                                           |
| Sword Vent（武器降臨）    | 召喚武器為赤龙剑 （在劇中並無使用此降臨卡，因在需要使時在召喚機上方自動彈出）（AP:3000）                                |
| Strange Vent （神奇降臨） | 不知道会发生什么事的随机卡片。劇情曾複製過生存夜騎的卡片Trick Vent （戲敵降臨）與奧丁的Steal Vent（盜取降臨）。（AP:?） |
| Advent（契約獸降臨）      | 召喚契約獸「烈火龙（Dragranzer）」。（AP:7000）                                                                         |
| Final Vent （終極降臨）   | 發動必殺技「龙炎风暴」。（AP:9000）                                                                                     |

#### 必殺技
招式
| 招式                          | 效果說明 |
| ----------------------------- | --- |
| 龍爪火 （Drag Claw Fire）     | 在裝備上無雙龍爪後利用Dragreder對敵人放出威力十足的火焰彈。                                                                  |
| 龍騎士踢（Dragon Rider Kick） | 召喚出Dragreder後，Ryuki縱身一躍，伴隨著Dragreder在空中飛舞、翻身，最後在Dragreder吐火助長威力下，從空直線飛踢而下擊斃敵人。 |
延伸技能
| 招式                                 | 效果說明 |
| ------------------------------------ | --- |
| 雙重龍爪火 （Double Drag Claw Fire） | 和海鰩一同施展的合體技，在海鰩使用「複製降臨」複製自己的裝備－無雙龍爪後兩人便一起利用Dragreder發動「龍爪火」，威力增強。 |
生存型態招式
| 招式                                | 效果說明 |
| ----------------------------------- | --- |
| 烈火龍壁（Fire Wall）               | 利用Dragranzer口中吐出的烈焰來纏繞於自己周圍防禦。 |
| 影子幻覺（Shadow Illusioncreating） | 最多可召喚8個分身。劇情為複製生存夜騎的卡片Trick Vent （戲敵降臨）而產生的卡片。                                                                                       |
| 流星炎彈（Meteor Bullet）           | 使用龍召機甲貳式和Dragranzer一同放出威力強大的流星形炎彈。 |
| 龍火風暴（Dragon Firestorm）        | 召喚後，契約獸Dragranzer自天外飛來，變形為「機車模式」。騎乘於機車上向敵人突進，同時機車龍頭向敵人連續吐出數顆火焰彈，讓敵人陷入一片火海之中，最後再人車一體衝擊敵人。 |

### 幪面超人夜騎
變身者：秋山蓮、城戶真司（替身演員：伊藤慎、高岩成二、CV：松田悟志、須賀貴匡）
仮面ライダーナイト（Masked Rider Knight，假面騎士騎士/臺譯:夜騎）
本作的二號騎士，由秋山蓮所變身，主體色為黑色，騎士面罩最上方有蝙蝠的標記為象徵，召喚機是平時掛於腰間的「翼召劍」，夜騎也能將它作為武器使用。
以近身劍戰為主，亦擅長使用法術類卡片擾敵。實力向來強悍。得到生存形態後基本上能壓制奧丁以外所有假面騎士。

#### 變身模式
| 型態名稱 | 簡介 | 外觀 | 能力                                                         |
| 通常型態 | 原文： 劇中的主要形態，利用Knight (騎士)卡盒變身的形態 身高：195cm 體重：95kg 拳擊力：13t 踢擊力：20t 跳躍力：40m 行動速度：100m需4.5秒 | 主體色為黑色，騎士面罩最上方有蝙蝠的標記為象徵 | 召喚機是平時掛於腰間的「翼召劍」，夜騎也能將它作為武器使用。 |
| 生存型態 | 原文： 利用「生存卡－疾風」變身的形態 身高：198cm 體重：97kg 拳擊力：21t 踢擊力：34t 跳躍力：45m 行動速度：100m需4.2秒                  | 主體色藍紫色，卡盒變更為深藍色，騎士面罩附有金邊，一開始就有披風、胸甲擴大造型改變其召喚機是固定於左手的「翼召劍貳式」，能從召喚機上拔出闇黑劍作為武器。 | 各方面能力大幅強化，卡片能力亦同樣強化，而且種類更多元化     |

#### 輔助工具

##### 道具
翼召劍（Darkvisor）
通常型態的召喚機。
翼召劍貳式（DarkVisor Zwei）
生存型態的召喚機。

#### 戰力
黑翼（Dark Wing）

黑翼（Dark Raider）

#### 通常型態卡牌組
| 卡牌組                     | 效果說明 |
| -------------------------- | --- |
| Sword Vent （武器降臨）    | 召喚武器為闇翼槍。（AP:2000） |
| Guard Vent （護盾降臨）    | 召喚翼壁。（GP:3000） |
| Nasty Vent （音波降臨）    | 讓Dark Wing發動「音波破擊」。（AP:1000） |
| Advent（契約獸降臨）       | 召喚契約獸「闇翼（Dark Wing）」。（AP:4000） |
| Trick Vent （戲敵降臨）    | 召喚分身，發動「影子幻覺」。（在生存型態時也可使用）（AP:1000） |
| Final Vent （終極降臨）    | 發動必殺技「飛翔斬」。（AP:5000） |
| Survive （生存－「疾風」） | 使用時周遭刮起強風，騎士的召喚機：翼召劍（Darkvisor），會先進化成召喚機：翼召劍貳式（DarkVisor Zwei），之後從騎士周邊吹起一陣陣強風，召喚機率先進化後，騎士將「生存卡」插入召喚機中，緊接著全身被強風包圍，不久，強風逐漸散去，騎士便會進化成全新的「生存型態」型態。 |

#### 招式
| 招式                                | 效果說明 |
| ----------------------------------- | --- |
| 音波破擊（Sonic Breaker）           | 利用Dark Wing發出的音波來干擾敵人。 |
| 影子幻覺（Shadow Illusioncreating） | 最多可召喚8個分身。 |
| 飛翔斬（Fly cut）                   | Dark Wing召喚出來，化作披風附著於飛奔中的Knight背後，接著Knight縱身一躍，待躍至最高點，再從空飛降而下，降下過程中，披風迅速迴旋並包覆Knight全身，最後化為一快速旋轉的黑色錐子，筆直飛下鑽斃敵人。 |

#### 生存型態卡牌組
| 卡牌組                  | 效果說明 |
| ----------------------- | --- |
| Sword Vent （武器降臨） | 召喚武器為闇黑劍。（在劇中並無使用此降臨卡，因已自動裝備在召喚機上方）（AP:3000）                                  |
| Shoot Vent（射擊降臨）  | 發動「暗箭」。（AP:3000）                                                                                          |
| Blust Vent（暴風降臨）  | 讓Dark Raider發動「闇旋風」。曾使用後，想讓2個暴風刮走奧丁，但被前者的Time Vent（時間降臨）卡輕易閃過。（AP:2000） |
| Trick Vent （戲敵降臨） | 召喚分身，發動「影子幻覺」。（AP:2000）                                                                            |
| Advent（契約獸降臨）    | 召喚契約獸「疾風之翼（Dark Raider）」。（AP:6000）                                                                 |
| Final Vent （終極降臨） | 發動必殺技「疾風斷」。（AP:8000）                                                                                  |

#### 招式
| 招式                                | 效果說明 |
| ----------------------------------- | --- |
| 暗箭（Dark Arrow）                  | 以翼召劍貳式會變形成弓型，並將太陽光變化成光箭攻擊。 |
| 闇旋風（Dark Tornado）              | 利用Dark Raider來施展兩個龍捲風刮走對手。 |
| 影子幻覺（Shadow Illusioncreating） | 最多可召喚8個分身。 |
| 疾風斷（Blast fracture）            | 召喚後，契約獸Dark Raider自天外飛來，變形為「機車模式」。Survive Knight騎乘於機車上向敵人突進，一開始先對敵人射出一道光束，使敵人無法動彈，最後再人車一體變為一具黑色錐狀飛彈衝向敵人。 |

### 假面騎士利刃
變身者：須籐雅史（替身演員：岡田良治、CV：木村剛）
仮面ライダーシザース（Masked Rider Scissors，假面騎士利刃/另譯:鉗騎、剪刀、西扎斯）
由須籐雅史所變身的假面騎士，主體色為金橙色，背部肩上有背刺作為造型，平均卡片AP設定較其他騎士低（但須籐仍可發揮強勁實力），防禦力強、擁有優秀的戰術，召喚機是固定在左手的「霸召鉗」，造型是鉗子，可作武器使用。
與夜騎戰鬥本佔上風，但腰帶上的卡盒被夜騎攻擊受損，其後想施展最後一擊之際卡盒完全碎裂，使身處鏡世界的須籐出現粒子化，與契約獸之間的契約隨即解除並受其攻擊，連變身都被強制解除，在身體粒子化消失前就慘被契約獸活生生吞食。
- 身高：190cm
- 體重：93kg
- 跳躍力：35m
- 行動速度：100m需5秒
- 契約獸：霸王蟹（Volcancer）
- 召喚機：霸召鉗（ScissorVisor）
- 卡牌組:

| 卡牌組                  | 效果說明 |
| ----------------------- | --- |
| Strike Vent（重擊降臨） | 召喚武器為巨蟹之鉗，並配戴在右手上作為武器。有著能將鋼鐵剪斷的威力，甚至還能把對手打飛至十公尺外。（AP:1000） |
| Guard Vent（護盾降臨）  | 召喚甲殼護盾，並裝備於左手召喚機上方。其硬度高，曾一度擋下龍騎的「龍爪火」。（GP:2000）                       |
| Advent（契約獸降臨）    | 召喚契約獸「火山巨蟹（Volcancer）」。（AP:3000）                                                              |
| Final Vent（終極降臨）  | 發動必殺技「霸王蟹投擊」。（AP:4000）                                                                         |
- 招式

| 招式                          | 效果說明 |
| ----------------------------- | --- |
| 霸王蟹投擊（Scissors Attack） | Scissors藉著Volcancer雙臂將身體高高拋起，於空中將身體蜷縮並高速旋轉，最後化成一顆飛球衝向敵人。劇中設定上AP雖然只有4000，但卻能將夜騎的Final Vent攔截。 |

### 假面騎士鐵兵
變身者：北岡秀一、由良吾郎（替身演員：押川善文、CV：涼平、弓削智久）
仮面ライダーゾルダ（Masked Rider Zolda，假面騎士鐵兵/另譯:鐵騎、索爾達）
由北岡秀一所變身的假面騎士。雖然是第四登場，卻是本作主要第三騎士。主體色為綠色，面罩眼睛有紅外瞄準裝置，左耳處的履帶還會轉動。此外頭部還有加入初代假面騎士的「V」形觸角。召喚機是「機召銃」，造型為一把衝鋒槍。
卡片皆屬射擊型，完全擅長射擊。攻擊力十分的犯規，就算不使用必殺技也能夠以「射擊降臨」的火箭砲一砲擊破鏡獸。必殺技“世界末日”更能造成大範圍的傷害，能一擊對多個騎士產生傷害(如第19話即瞄準龍騎、夜騎、海鰩、堅甲和王蛇並對他們產生傷害)還擁有著初期騎士中最高的攻擊力。然而近戰時有時則是使用召喚機－機召銃的槍身攻擊對方，因此不擅長近身戰。
故事最後北岡病故後，助手由良吾郎得到變身鐵兵的資格，但被淺倉威擊敗。
- 身高：192cm
- 體重：110kg
- 跳躍力：15m
- 行動速度：100m需7秒
- 契約獸：大水牛（Magnugiga）
- 召喚機：機召銃（Magnugvisor）
- 卡牌組:

| 卡牌組                   | 效果說明                                                                    |
| ------------------------ | --------------------------------------------------------------------------- |
| Shoot Vent （射擊降臨）  | 召喚武器為巨型火箭砲。威力比表面上還強大，足夠一發轟掉一隻鏡獸。（AP:2000） |
| Shoot Vent （射擊降臨）  | 召喚武器為巨型加農砲，架於雙肩使用。（AP:3000）                             |
| Guard Vent （護盾降臨）  | 召喚裝備在雙肩的巨型裝甲。劇中未使用。（GP:1000）                           |
| Guard Vent （護盾降臨）  | 召喚巨型盾牌。（GP:3000）                                                   |
| Strike Vent （重擊降臨） | 召喚裝備－千兆犄角。（在劇中並無使用此降臨卡）（AP:2000）                   |
| Advent（契約獸降臨）     | 召喚契約獸「鋼鐵巨牛（Magnugiga）」。（AP:6000）                            |
| Final Vent （終極降臨）  | 發動必殺技「世界末日」。（AP:7000）                                         |
- 招式

| 招式                     | 效果說明 |
| ------------------------ | --- |
| 裝備－千兆犄角           | 並沒有特別顯示。遊戲中使用後則是釋放出一枚黃色能量彈來擊退敵人。                                                                         |
| 世界末日（End of World） | 召喚後，Magnugiga緩緩從地面下升起於地上，Zolda再以機召銃插入Magnugiga背部，扣下板機，接著Magnugiga全身上下槍砲全開、砲火齊發、砲轟敵人。 |

### 假面騎士海鰩
變身者：手塚海之（替身演員：矢部敬三、CV：高野八誠）
仮面ライダーライア（Masked Rider Raia，假面騎士海鰩/另譯:泳騎、鐵加、莱亞）
由手塚海之所變身的假面騎士，主體色為淺粉紅色。騎士面罩最上方有魟魚的標記為象徵，後腦連有一條魟尾是其特色。召喚機是握在左手的「魔召盾」，造型為魟型的小型盾（設定），亦可作為切裂敵人的武器。實際上基礎戰鬥力高。
海鰩在玩具模型上亦有製作其生存型態的模樣，劇中手塚雖持有Survive （生存－「疾風」）卡，卻從未使用變身成生存形態。

#### 變身模式
| 型態名稱 | 簡介 | 外觀                                                                   | 能力 |
| 通常型態 | 原文： 劇中的主要形態，利用Raia卡盒變身的形態 身高：190cm 體重：92kg 拳擊力：13t 踢擊力：20t 跳躍力：40m 行動速度：100m需5秒 | 主體色為紫紅色。                                                       | 召喚機是腕間的「魔召盾」（Evilvisor），契約獸是魔鬼魚（Evildiver）。 |
| 生存型態 | 原文： 利用「生存卡－疾風」變身的形態 身高：205cm 體重：99kg 拳擊力：21t 踢擊力：34t 跳躍力：63m 行動速度：100m需4秒         | 騎士面罩與後腦的魟尾變更為金色、與部分的盔甲附加金紋，變成更長型的魟。 | 使用「生存卡－疾風」後得以變身成為更強勁的形態，能力大幅強化，卡盒變更為金底淺粉紅色的圖樣造型。召喚機是握在左手的「魔召盾貳式」（Exo Visor Zwei），整體有如弓箭般。（此形態並無在劇中展現，僅玩具模型登場。) |

#### 通常型態卡牌組
| 卡牌組                     | 效果說明 |
| -------------------------- | --- |
| Swing Vent （甩鞭降臨）    | 召喚武器為魔鬼鞭，實際上還有電流攻擊設定。（AP:2000）                                                                         |
| Copy Vent（複製降臨）      | 複製對方手上的武器，加以使用對方武器。劇情曾複製過夜騎的Sword Vent （武器降臨）：闇翼槍，加以使用。另外也可參考下表延伸技能。 |
| Advent（契約獸降臨）       | 召喚契約獸「魔鬼潛水魟（Evildiver）」。（AP:4000）                                                                            |
| Final Vent （終極降臨）    | 發動必殺技「水流域」。（AP:5000）                                                                                             |
| Survive （生存－「疾風」） | 並沒有特別顯示（劇中並無使用此卡）。死前交給秋山蓮使用，目前此卡持有者為：秋山蓮。                                            |
- 招式

| 招式                  | 效果說明                                                                              |
| --------------------- | ------------------------------------------------------------------------------------- |
| 水流域（Hydro Basin） | 召喚出Evildiver自空中飛來，Raia躍起後以滑板衝浪之姿騎乘於背上，以高速低空向敵人突擊。 |
- 延伸技能

| 招式                                 | 效果說明 |
| ------------------------------------ | --- |
| 雙重龍爪火 （Double Drag Claw Fire） | 和龍騎一同施展的合體技，先使用「複製降臨」複製龍騎的裝備－無雙龍爪後兩人便一起利用Dragreder發動龍爪火，威力增強。 |

#### 生存型態卡牌組
| 卡牌組                  | 效果說明                                           |
| ----------------------- | -------------------------------------------------- |
| Advent（契約獸降臨）    | 召喚契約獸「疾風潛水魟（Exodiver）」。（AP:6000）  |
| Final Vent （終極降臨） | 發動必殺技「疾海流域（Sting Venom）」。（AP:8000） |
- 招式

| 招式                    | 效果說明 |
| ----------------------- | --- |
| 疾海流域（Sting Venom） | 召喚出Exodiver自空中飛來，Survive Raia躍起後以滑板衝浪之姿騎乘於背上，以高速低空向敵人突擊，異於「水流域」的是疾風潛水魟在衝撞對手時會帶有電流的毒螫加以讓對手重傷。 |

### 假面騎士堅甲
變身者：芝浦純（替身演員：水谷健、CV： 一條俊）
仮面ライダーガイ（Masked Rider Gai，假面騎士堅甲/另譯:鎧騎、鎧）
由芝浦純所變身的假面騎士，西洋甲冑似的外型，主體色為鐵灰色，部分盔甲都有鋼甲。防禦力與攻擊力皆高，王蛇還曾利用此點將他作為抵擋鐵兵必殺技的盾牌，甚至在此之後還有體力和王蛇嗆聲,但隨即被補刀殺害。其召喚機是位於左肩上紅色尖角旁的斜插式召喚機－「鋼召甲」，頭盔造型有著一支尖角，下方腿部兩側有著類似武士盔甲的兩塊鋼製草摺為護甲。
- 身高：195cm
- 體重：100kg
- 跳躍力：20m
- 行動速度:100m需5秒
- 契約獸：鐵甲犀牛（Metalgelas）
- 召喚機：鋼召甲（MetalVisor）
- 卡牌組:

| 卡牌組                   | 效果說明                                                                               |
| ------------------------ | -------------------------------------------------------------------------------------- |
| Strike Vent（重擊降臨）  | 召喚武器為金屬犄角，並配戴在右手上作為武器與防禦，足以將60cm的鐵塊打碎。（AP:2000）    |
| Confine Vent（限制降臨） | 將敵方正在使用的技能失效。由於用過的卡片在同一戰中不能用，推測此卡可能有攜帶了複數張。 |
| Advent（契約獸降臨）     | 召喚契約獸「鐵甲犀牛（Metalgelas）」。（AP:4000）                                      |
| Final Vent （終極降臨）  | 發動必殺技「沉重壓迫」。（AP:5000）                                                    |
- 招式

| 招式                       | 效果說明 |
| -------------------------- | --- |
| 沉重壓迫（Heavy Pressure） | 召喚出Metalgelas後，Gai躍起以雙腳踩在Metalgelas雙肩，藉著Metalgelas的猛烈衝刺，手持武器「金屬犄角」對準敵人突進並產生衝擊，將敵人粉碎。 |

### 假面騎士王蛇
變身者：淺倉威（替身演員：岡元次郎、CV：萩野崇）
原文：仮面ライダー王蛇 /Masked Rider Ouja
本作的第四騎士，由淺倉威所變身，主體色為紫色。胸甲上有著橫條紋路。其召喚機是「牙召杖」，外型是一支短錫杖，比較特別的是他的召喚機與其他騎士不同，它並不是武器，或裝配在騎士身上，因此在有需要插入召喚卡時才會使用。
本身近身戰鬥力極強、敏捷度高，可輕易閃躲敵人攻勢，加上後來再透過擊敗堅甲和海鰩，獲得他們的契約獸和卡片，更因此得到特別卡片「融合降臨」，能讓兩隻以上契約獸合體，使淺倉威擁有能召喚出契約獸-合體獸帝作戰，實力更上一層樓。這種強勁實力只有奧丁才有能力擊退，即使面對生存龍騎或生存夜騎也毫不遜色。但不擅長遠距離戰鬥為一大弱點。

#### 變身模式
| 型態名稱 | 簡介 | 外觀                                                                       | 能力                                                                                               |
| 空白形態 | 原文： 沒有契約獸變身的形態 身高：200cm 體重：98kg 拳擊力： 踢擊力： 跳躍力：15m 行動速度：100m需8秒                          | 外觀類似通常形態，但紫色部分改為灰藍色。胸甲上有著橫條紋路                 | 依照變身者原有能力發揮，咭片能力亦較弱                                                             |
| 通常型態 | 原文： 劇中的主要形態，利用Ouja (王蛇)卡盒變身的形態 身高：200cm 體重：98kg 拳擊力： 踢擊力： 跳躍力：40m 行動速度：100m需5秒 | 主體色為紫色                                                               | 戰鬥力極強、敏捷度高，可輕易閃躲敵人攻勢。其強勁實力只有奧丁和龍牙才有能力擊退。                   |
| 生存型態 | 原文： 利用「生存卡－无限」變身的形態 身高：cm 體重：kg 拳擊力：t 踢擊力：t 跳躍力：m 行動速度：100m需秒                      | 主體色仍為紫色，卡盒、騎士面罩、胸甲、護腕變為金色，外形由蟒蛇變為眼鏡蛇。 | 各方面能力大幅強化，卡片能力亦同樣強化，而且種類更多元化 (S.I.C.英雄傳說、假面騎士Outsiders登場。) |

#### 輔助工具

##### 道具
牙召杖（Venovisor）
通常型態的召喚機。

生存型態的召喚機。

#### 戰力
毒牙蛇（Venosnaker）

魔鬼潛水魟（Evildiver）

鐵甲犀牛（Metalgelas）

合體獸帝（Genosider）

#### 通常型態卡牌組
| 卡牌組                     | 效果說明 |
| -------------------------- | --- |
| Sword Vent（武器降臨）     | 召喚武器為蛇彎刀。（AP:3000）                                                                                              |
| Strike Vent（重擊降臨）    | 召喚武器為金屬犄角。（Metalgelas）（AP:2000）                                                                              |
| Swing Vent（甩鞭降臨）     | 召喚武器為魔鬼鞭。（Evildiver）（AP:2000）                                                                                 |
| Unite Vent（融合降臨）     | 使兩隻以上契約獸合體。 |
| Steal Vent（盜取降臨）     | 奪取對方其中一張卡。（在劇中並無使用此降臨卡）                                                                             |
| Contract（契約）           | 可與一隻鏡怪獸締結契約，一使用後變成一張該契約獸的降臨卡，此卡帶有2張。                                                    |
| Advent（契約獸降臨）       | 召喚契約獸「毒牙蛇（Venosnaker）」。（AP:5000）                                                                            |
| Advent（契約獸降臨）       | 召喚契約獸「鐵甲犀牛（Metalgelas）」。（Metalgelas）（AP:4000）                                                            |
| Advent（契約獸降臨）       | 召喚契約獸「魔鬼潛水魟（Evildiver）」。（Evildiver）（AP:4000）                                                            |
| Advent（契約獸降臨）       | 召喚契約獸「合體獸帝（Genosider）」。（為合體型契約獸並無此卡，必須每次都使用Unite Vent融合降臨，才可召喚出來）（AP:7000） |
| Final Vent（終極降臨）     | 發動必殺技「毒牙爆裂踢」。（AP:6000）                                                                                      |
| Final Vent（終極降臨）     | 發動必殺技「沉重壓迫」。（Metalgelas）（AP:5000）                                                                          |
| Final Vent（終極降臨）     | 發動必殺技「水流域」。（Evildiver）（AP:5000）                                                                             |
| Final Vent（終極降臨）     | 發動必殺技「毀滅之日」。（AP:8000）                                                                                        |
| Survive （生存－「無限」） | |
- 招式

| 招式                       | 效果說明 |
| -------------------------- | --- |
| 毒牙爆裂踢（Veno Crash）   | 召喚出Venosnaker後，Ohja躍起後藉由Venosnaker的噴射毒液輔衝下由高空飛降而下，同時對敵手施展雙腳交叉連環踢，將敵人踢爆。                 |
| 沉重壓迫（Heavy Pressure） | 召喚出Metalgelas，Ohja躍起以雙腳踩在雙肩，藉著Metalgelas的猛烈衝刺並產生衝擊，手持武器「金屬犄角」對準敵手突進並產生衝擊，將敵人粉碎。 |
| 水流域（Hydro Basin）      | 召喚出Evildiver自空中飛來，Ohja躍起後以滑板衝浪之姿騎乘於背上，以高速低空向敵人突擊。                                                  |
| 毀滅之日（Doomsday）       | 召喚出Genosider腹部後出現一個皮膚色黑洞，Ohja躍起後以雙腳旋轉踢向敵人，最後將敵人踢入Genosider腹部黑洞中消失。                         |
- - 契約獸:無
  - 卡牌組:

| 卡牌組           | 效果說明                                                   |
| ---------------- | ---------------------------------------------------------- |
| Contract（契約） | 可與一隻鏡怪獸締結契約，一使用後變成一張該契約獸的降臨卡。 |

#### 生存型態卡牌組
| 卡牌組                 | 效果說明 |
| ---------------------- | --- |
| Sword Vent（武器降臨） | 召喚武器為紫色赤龙剑（和生存龍騎的赤龙剑相似，但顏色改為紫色） （在劇中並無使用此降臨卡，僅在假面騎士Outsiders篇中使用，因在需要使時在召喚機上方自動彈出）（AP:?）。 |

### 假面騎士白虎 （港譯:猛虎）
變身者：東條悟（替身演員：永瀬尚希、CV：高槻純）
仮面ライダータイガ（Masked Rider Tiger，假面騎士猛虎/另譯:白虎）
由東條悟所變身的假面騎士，主體色為白銀色，左肩與右肩上皆有虎爪護甲，身上有藍紫色的條紋與護甲。
基礎戰鬥力強，擅長肉搏戰，有著跟鐵兵、王蛇等實力較強的騎士進行持久戰的能力。
其召喚機是「猛召斧」，外型為一把戰斧，亦能作為武器使用，有著足以將40cm厚的鐵板斬斷的威力。
- 身高：197cm
- 體重：97kg
- 跳躍力：40m
- 行動速度：100m需4秒
- 契約獸：大牙（Destwilder）
- 召喚機：猛召斧（DestVisor）
- 卡牌組:

| 卡牌組                  | 效果說明                                                         |
| ----------------------- | ---------------------------------------------------------------- |
| Strike Vent（重擊降臨） | 召喚武器為毀滅爪，雙臂皆有，也可作為防禦。（AP:3000）            |
| Freeze Vent（凍結降臨） | 可將敵方契約獸瞬間失效凍結。（AP:1000）                          |
| Return Vent（回歸降臨） | 把失效的卡再回復使用。（在劇中並無使用此降臨卡，設定上原本就有） |
| Advent（契約獸降臨）    | 召喚契約獸「毀滅狂虎（Destwilder）」。（AP:5000）                |
| Final Vent（終極降臨）  | 發動必殺技「晶體爆裂」。（AP:6000）                              |
- 招式

| 招式                      | 效果說明 |
| ------------------------- | --- |
| 晶體爆裂（Crystal Break） | 召喚出Destwilder自一旁飛躍而出，襲倒敵手後，再將敵手於地上拖行，當拖至Tiger身邊時，Tiger以武器「毀滅爪」將敵手自地面鏟起，將之高舉後爆炸身亡。 |

### 假面騎士螺旋
變身者：佐野滿（替身演員：白井雅士、CV：日向崇）
原文：仮面ライダーインペラー /
由佐野滿所變身的假面騎士，主體色為褐色，特徵是從臉頰延伸向上的犄角，胸口有羚羊的標記為象徵，左肩與右肩上皆有羚角。
擁有全部騎士中最優秀的跳躍力，擅長與自己的契約獸Gigazelles一起進行作戰。召喚機是位於右膝蓋處的「羚召膝甲」。持有的契約獸擁有異於其他契約獸的特別能力，千兆羚羊能使所有的羊型鏡怪人全部和螺旋結成契約，並與螺旋一起作戰。
假面騎士 Imperer
- 身高：195cm
- 體重：94kg
- 跳躍力：50m
- 行動速度：100m需5秒
- 契約獸：妖羊、魔羚（Gigazelle）
- 召喚機：羚召膝甲（GazelleVisor）
- 卡牌組：

| 卡牌組                 | 效果說明 |
| ---------------------- | --- |
| Spin Vent （鑽頭降臨） | 召喚武器為羚羊之刺，並配戴在右手上作為武器與防禦。（AP:2000）                                                                     |
| Advent（契約獸降臨）   | 召喚「千兆羚羊（Gigazelle）」，率領所有鏡世界裡的羚羊型鏡怪人。螺旋將所有羚羊型鏡怪人全部訂下契約，劇中包括本體為6隻。（AP:4000） |
| Final Vent（終極降臨） | 發動必殺技「驅羊分配」。（AP:5000）                                                                                               |
- 招式

| 招式                      | 效果說明 |
| ------------------------- | --- |
| 驅羊分配（Drive Divider） | 召喚出Gigazelles會先與同伴們對敵手一陣狂攻猛打，最後再由Imperer出手，跳躍至敵人的上空，以強硬的膝蓋撞擊敵人頭部，令其爆炸而亡。 |

### 假面騎士奧丁
變身者不詳，主體色為金色，是實力最強的假面騎士。能瞬間移動，以及倒轉時光還能使用念力，曾光憑一記從掌中放出的念力衝擊彈將龍騎與夜騎兩人擊飛。第27話初次登場時已讓龍騎、夜騎、鐵兵、王蛇4人毫無還擊之力。召喚機是有著鳳凰造型的長錫杖「鳳凰召錫」，另外在S.I.C. 英雄傳說中也有生存奧丁的存在。而這個假面騎士已死過2次以上。
假面騎士 Odin
- 身高：205cm
- 體重：100kg
- 跳躍力：50m
- 行動速度：100m需4秒
- 契約獸：不死鳥－火鳳凰（Gold Phoenix）
- 召喚機：鳳凰召錫（GoldVisor）
- 卡牌組:

| 卡牌組                    | 效果說明 |
| ------------------------- | --- |
| Sword Vent（武器降臨）    | 召喚武器為黃金刀。（美版有時為雙持黃金刀）（AP:4000） |
| Guard Vent（護盾降臨）    | 召喚黃金盾。其強度曾一度完全擋下生存龍騎的射擊降臨「流星炎彈」。（GP:4000） |
| Time Vent（時間降臨）     | 操縱時間使時間倒轉，並可瞬間移動。 |
| Steal Vent（盜取降臨）    | 將對方的武器搶奪過來使用。 |
| Advent（契約獸降臨）      | 召喚契約獸「黃金鳳凰（Gold Phoenix）」。（AP:8000） |
| Final Vent（終極降臨）    | 發動必殺技「永恆毀滅」。（AP:10000） |
| Survive（生存－「無限」） | 具體不明，設定上可以變身為「無限」屬性的型態。設定中已經是使用了這張卡來常駐在生存型態（卡片就放在召喚機內部），因此沒有通常型態。劇中並無使用此降臨卡。如果和另外兩張生存卡「疾風」與「烈火」合用，組成完整的不死鳥圖型的話將成為真正的生存型態。 |
- 招式

| 招式                      | 效果說明 |
| ------------------------- | --- |
| 永恆毀滅（Eternal Chaos） | 由於原作中完全沒看到出招過程（只有Odin插卡後的前置動作和被這招打飛的Knight） 故實際內容未知。美版為召喚出Gold Phoenix，變化為一對雙翼置於Odin背後，Odin騰空飛至高空，接著往下俯衝飛向將敵人擊斃。游戏中为召唤出Gold Phoenix，附着在奥丁背上，奥丁缓缓升空，从胸口放出无数道光线将敌人击毙 |

## 劇場版登場假面騎士

### 假面騎士妖翠
由高見澤逸郎所變身的假面騎士，於特別篇登場。主體色為青綠色，其卡片技能變化多端，召喚機是位於左腰處的「幻召玩」，是將卡片插在如變色龍舌頭般的捲帶，直接放手捲帶便會自動收回作用。
假面騎士 Verde
- 身高：193cm
- 體重：95kg
- 跳躍力：25m
- 行動速度：100m需6秒
- 契約獸：變色龍（Biogreeza）
- 召喚機：幻召玩（BioVisor）
- 卡牌組:

| 卡牌組                 | 效果說明                                                                                 |
| ---------------------- | ---------------------------------------------------------------------------------------- |
| Hold Vent （持球降臨） | 召喚武器為生物鏈球。（AP:2000）                                                          |
| Clear Vent（隱形降臨） | 將自身透明化。                                                                           |
| Copy Vent（複製降臨）  | 複製對方的型態或對方手上的武器，加以使用對方武器。劇情曾複製過夜騎的樣貌來偷襲重創海鰩。 |
| Advent（契約獸降臨）   | 召喚契約獸「生化變色龍（Biogreeza）」。（AP:4000）                                       |
| Final Vent（終極降臨） | 發動必殺技「死亡絕跡」。（AP:5000）                                                      |
- 招式

| 招式                     | 效果說明 |
| ------------------------ | --- |
| 死亡絕跡（Death Vanish） | 召喚出Biogreeza會現身並吐出舌頭捉住Verde的雙腳做出鐘擺的動作，在擺盪同時Verde會順勢捉住敵人，利用擺盪的力量擺盪至最高點時使出摔角的倒樁技將敵人的頭摔至地面，對於「人類」的對手會造成頸部骨折等重創，不清楚對於鏡怪人的效果如何。 |

### 假面騎士花夢
由霧島美穗所變身的假面騎士，僅劇場版和特別篇登場。實力相對一般。
主體色為白色，騎士面罩最上方有天鵝的造型作為象徵，有著白色披風，召喚機是「羽召劍」，外型是一把西洋劍，可做為武器使用。
假面騎士 Femme
- 身高：175cm
- 體重：60kg
- 跳躍力：15m
- 行動速度：100m需5秒
- 契約獸：閃光之翼（BlancWing）
- 召喚機：羽召劍（BlancVisor）
- 卡牌組:

| 卡牌組                  | 效果說明                                                      |
| ----------------------- | ------------------------------------------------------------- |
| Sword Vent （武器降臨） | 召喚武器為白羽劍。（AP:2000）                                 |
| Guard Vent （護盾降臨） | 召喚翼盾，具有利用四處飛舞的羽毛使敵人錯亂的能力。（GP:2000） |
| Advent（契約獸降臨）    | 召喚契約獸「閃光之翼（BlancWing）」。（AP:4000）              |
| Final Vent（終極降臨）  | 發動必殺技「神秘斬」。（AP:5000）                             |
- 招式

| 招式                    | 效果說明 |
| ----------------------- | --- |
| 神秘斬（Mystery Slash） | 召喚BlancWing現身於空中，以高速飛行至敵人身後張開翅膀用力搧動，形成暴風將敵人吹飛，Femme以手中的「白羽劍」把飛來的敵人一一砍成兩半而爆炸。 |

### 假面騎士龍牙
由鏡像城戶真司所變身的假面騎士，僅劇場版和特別篇登場，主體色為黑色（帶紫），騎士面罩最上方有龍的標記為象徵。有著和龍騎幾乎相同的外表。和前者一樣龍牙在夜晚戰鬥或乘坐傳送機時雙眼會泛著紅光。
卡盒全黑，召喚機是是固定於左手、造型為龍頭的「黑龍召機甲」。
實力甚強，曾在劇場版先後消滅王蛇的契約獸和擊殺花夢。然而最後不敵龍騎。
假面騎士 Ryuga
- 身高：190cm
- 體重：90kg
- 跳躍力：40m
- 行動速度：100m需4.5秒
- 契約獸：暗黑龍（DragBlacker）
- 召喚機：黑龍召機甲（Black Dragvisor）
- 卡牌組:

| 卡牌組                   | 效果說明                                                                         |
| ------------------------ | -------------------------------------------------------------------------------- |
| Sword Vent （武器降臨）  | 召喚武器黑龍刀。（AP:3000）                                                      |
| Guard Vent （護盾降臨）  | 召喚黑龍盾。（在劇中並無使用此降臨卡）（GP:3000）                                |
| Strike Vent （重擊降臨） | 召喚裝備－暗黑龍爪，配戴在右手上，並利用DragBlacker發動「黑龍爪火」。（AP:3000） |
| Advent（契約獸降臨）     | 召喚契約獸「暗黑龍（DragBlacker）」。（AP:6000）                                 |
| Final Vent（終極降臨）   | 發動必殺技「龍騎士踢」。（AP:7000）                                              |
- 招式

| 招式                             | 效果說明 |
| -------------------------------- | --- |
| 黑龍爪火（Black Drag Claw Fire） | 在裝備上暗黑龍爪後利用DragBlacker對敵人放出威力十足的黑色火焰彈。                                                                                   |
| 龍騎士踢（Dragoon Rider Kick）   | 召喚出DragBlacker後，Ryuga浮到半空，在DragBlacker吐火助長威力下，從空飛踢而下擊斃敵人。雖然大部分AP設定比龍騎高，但最後卻敗給了龍騎的「龍騎士踢」。 |
- 登場契約獸
- 閃光之翼（BlancWing）

全長：120cm / 展翼長：160cm/ 體重：40kg / 最高飛行速度：時速400km。
僅電影和特別篇登場。花夢的契約獸。白色的天鵝型鏡怪獸，4000AP。雙翼能捲起狂風，施展絕技會巨大化。能用絕技「神秘斬」。
- 暗黑龍（DragBlacker）

全長：615cm / 寬度：37cm / 全高：55cm / 體重：210kg / 最高飛行速度：時速520km。
僅電影和特別篇登場。龍牙的契約獸。黑色的龍型鏡怪獸，6000AP。和無雙龍有相似的外表。口中吐出的火焰能令對手石化，劍狀的尾巴可供龍牙使用「黑龍刀」。能用絕技「龍騎士踢」。

## S.I.C. 英雄傳說
「假面騎士龍騎」有兩個獨立的英雄傳說故事，第一個是「假面騎士龍騎 日曆．降臨」新引入假面騎士王蛇 生存型態及其契約獸Genosurviver，2004年8月至12月於Hobby Japan連載。另一個是「假面騎士龍騎 如果．世界」新引入假面騎士龍牙 生存型態、契約獸Dark Dragreder 和最強騎士假面騎士奧丁 真 生存型態，2005年6月至8月於Hobby Japan連載。
- 登場角色

| 假面騎士                 | 變身者   | 簡介 |
| 假面騎士王蛇 生存型態    | 淺倉威   | 於「假面騎士龍騎 日曆．降臨」章節登場，由於假面騎士之戰遲遲未有進展而焦急的神崎士郎，特地挑選罪犯淺倉威成為假面騎士。而假面騎士王蛇淺倉威盜取了秋山蓮的「SURVIVE 疾風」卡片，再使用「牙召仗（Venovisor）」進化成的最強型態，使用「毒鞭」戰鬥，最終降臨為擁有15000AP「毒蛇捲疾風衝擊」。 契約獸Genosurviver （獸帝生存體）：因假面騎士王蛇進化成生存王蛇，獲得了更特別的融合降臨「UNITE VENT」:可使5隻以上的契約獸進行融合，而成的終極生物，擁有9000AP，包括利刃的契約獸霸王蟹（Volcancer）、堅甲的契約獸鐵甲犀牛（Metalgelas）、海鰩的契約獸魔鬼魚（Evildiver）、龍騎的契約獸無雙赤龍（Dragreder）、騎士的契約獸黑翼（Dark Wing）、螺旋的契約獸妖羊魔羚（Gigazelle）、妖翠的契約獸變色龍（Biogreeza）、花夢的契約獸閃光之翼（BlancWing）、擬似超人系列的契約獸急速惡棍（PSYCOROGUE）。 |
| 假面騎士龍牙 生存型態    | 鏡像真司 | 於「如果．世界」章節登場，鏡像真司取得城戶真司肉身的時候，取出假面騎士龍騎「SURVIVE 烈火」卡片進化成的最強形態，最終降臨為擁有10000AP「龍捲烈火」。 契約獸Dark Dragreder （暗黑烈火龍）：假面騎士龍牙 生存型態的契約獸。 |
| 假面騎士奧丁 真 生存型態 | 秋山蓮   | 奧丁原本已經是使用了「SURVIVE 無限」卡片的生存型態,在「如果．世界」章節則進化成完整的生存型態，目前未使用契約獸AP不明，也未使用終極降臨AP不明。 |
「日曆．降臨」章節
1. 待降節・4
2. 待降節・3
3. 待降節・2
4. 待降節・1
5. 惡夢前夕

「如果．世界」章節
1. Ryuki
2. Alternative
3. Odin

Live Stage-Show裏亦引入兩位原創的假面騎士，分別為假面騎士魔犬 Cerberus及假面騎士魔蝶 Papillon，這些假面騎士並不列入正傳的系列。
| 假面騎士              | 變身者     | 簡介                                                  |
| 假面騎士魔犬 Cerberus | 不詳，男性 | 於「Live Stage-Show」登場，對付龍騎(真司)及夜騎(蓮)。 |
| 假面騎士魔蝶 Papillon | 不詳，男性 | 於「Live Stage-Show」登場。                           |

## 疑似騎士(模擬超人)
有別於神崎士郎所製作的13 Riders，由大學教授香川英行及仲村創製造，其能力原理和假面騎士雷同，且連契約獸也是自製的。使用卡片時召喚機的聲音為女性，劇中使用過卡片會自燃消失，在鏡世界活動時間只有8分25秒。

### 抉擇者 （港譯: 奧他）
由仲村創所變身的擬似騎士，主體色為黑色，召喚機是位於右手腕的「刷卡召喚機」。
擬似超人
- 身高：190cm
- 體重：93kg
- 跳躍力：50m
- 行動速度：100m需4.5秒
- 契約獸：急速惡棍（PSYCOROGUE）
- 召喚機：刷卡召喚機（SLASH VISOR）
- 卡牌組:

| 卡牌組                 | 效果說明                                                |
| ---------------------- | ------------------------------------------------------- |
| Sword Vent（武器降臨） | 召喚武器為揮擊劍。（AP:2000）                           |
| Accel Vent（加速降臨） | 可使自身速度瞬間提升至高速。（AP:2500）                 |
| Wheel Vent（飛輪降臨） | 發動「極速車手」。（AP:4500）（在劇中並無使用此降臨卡） |
| Advent（契約獸降臨）   | 召喚契約獸「急速惡棍（PSYCOROGUE）」。（AP:6500）       |
| Final Vent（終極降臨） | 發動必殺技「死亡絕境」。（AP:8000）                     |
- 招式

| 卡牌組                  | 效果說明                                                               |
| ----------------------- | ---------------------------------------------------------------------- |
| 極速車手（Psycoroader） | 將PSYCOROGUE變更為機車模式。（在劇中並無使用此技能，是契約獸本身技能） |
| 死亡絕境（DEAD END）    | Alternative飛躍跨坐騎上之後，人車一體高速旋轉衝向敵人，以將敵人撞飛。  |

### 抉擇者·零（港譯: 奧他零號）
由香川英行所變身的擬似騎士，主體色為黑色，召喚機是位於右手腕的「刷卡召喚機」，和抉擇者外觀幾乎雷同（只有在體側多出白線）的未完成型。由於香川本人過目不忘的記憶力，其他騎士的招數大多只能對他構成一次傷害，某種意義上擁有不錯的防禦力，戰鬥力亦不遜於正規騎士。
擬似超人 奧他 零號
- 身高：195cm
- 體重：98kg
- 跳躍力：50m
- 行動速度：100m需4.5秒
- 契約獸：急速惡棍（PSYCOROGUE）
- 召喚機：刷卡召喚機（SLASH VISOR）
- 主體色：黑色
- 卡牌組:

| 卡牌組                 | 效果說明                                          |
| ---------------------- | ------------------------------------------------- |
| Sword Vent（武器降臨） | 召喚武器為揮擊劍。（AP:2000）                     |
| Accel Vent（加速降臨） | 可使自身速度瞬間提升至高速。（AP:2500）           |
| Wheel Vent（飛輪降臨） | 發動「極速車手」。（AP:4500）                     |
| Advent（契約獸降臨）   | 召喚契約獸「急速惡棍（PSYCOROGUE）」。（AP:6500） |
| Final Vent（終極降臨） | 發動必殺技「死亡絕境」。（AP:8000）               |
- 招式

| 卡牌組                  | 效果說明                                                               |
| ----------------------- | ---------------------------------------------------------------------- |
| 極速車手（Psycoroader） | 將PSYCOROGUE變更為機車模式。（在劇中並無使用此技能，是契約獸本身技能） |
| 死亡絕境（DEAD END）    | Alternative飛躍跨坐騎上之後，人車一體高速旋轉衝向敵人，以將敵人撞飛。  |

## 契約獸資訊
契約獸（Contract Monsters）為鏡怪人（Mirror Monster）的一種。假面騎士必須使用契約卡與契約獸立下契約，才能擁有由契約獸提供的各種戰鬥能力。當假面騎士擊敗了其他鏡怪人，契約獸便會吸收其鏡怪人留下的能量來強化自身。此外若主人長期不讓契約獸吸取能量契約獸反會攻擊主人。主人死後契約獸就會變成放逐狀態。一旦有和騎士契約的契約獸不慎死亡，該騎士就會變回空白型態。
- 無雙赤龍（Dragreder）

全長：615cm / 寬度：37cm / 全高：55cm / 體重：210kg / 最高飛行速度：時速500km。
龍騎的契約獸。赤色的龍型鏡怪獸，5000AP。劇中被蓮評為是相當強力的鏡怪獸，有很兇暴的性格，一開始未和真司訂契約時還不斷襲擊前者。會在空中飛行，劍狀的尾巴可供龍騎使用「赤龍刀」，口中能吐出火球。能用絕技「龍騎士踢」。
- 烈火龍（Dragranzer）

全長：1055cm（普通時）、600cm（機車模式） / 寬度 ：110cm / 全高：99cm（通常時）、122cm（機車模式） / 體重：380kg / 最高飛行速度：時速900km / 最高走行速度：時速760km。
生存型態下的龍騎契約獸會變為烈火龍。AP上升至7000。其龍能夠變成龍騎的座騎，機車龍頭能連續吐出大型火炎彈攻擊敵人。能用絕技「龍火風暴」。
- 黑翼（另譯：闇夜）（Dark Wing）

全長：115cm / 展翼長：390cm / 全高：35cm / 體重：85kg / 最高飛行速度：時速900km。
夜騎的契約獸。黑色的蝙蝠型鏡怪獸，4000AP。能變化成夜騎的披風使其飛行，還可釋放超音波作戰鬥援護。能用絕技「飛翔斬」。
- 疾風之翼（Dark Raider）

全長：130cm（普通時）、370cm（機車模式） / 寬度 ：90cm（機車模式） /  展翼長 ：390cm / 全高：90cm（通常時）、123cm（機車模式） / 體重：100kg / 最高飛行速度：時速950km / 最高走行速度：時速900km。
生存型態下的夜騎契約獸會變為疾風之翼。AP上升至6000。能夠變成夜騎的座騎，無法變化成披風（因生存夜騎原本就有），其原本的超音波戰鬥支援進化為更強大的暴風支援攻擊，機車蝙蝠頭部能放出光束使敵人無法動彈。能用絕技「疾風斷」。
- 霸王蟹（另譯：火山巨蟹）（Volcancer）

身長：224cm / 體重：165kg。
利刃的契約獸。金橙色的人型的螃蟹鏡怪獸，3000AP。劇中受須籐雅史（利刃）命令吞噬人類，後因主人的卡盒被夜騎打破了而使火山巨蟹失控，將主人吞噬。雙手為剪刀鉗，能靠嗅覺來攻擊周遭的敵人。能用絕技「霸王蟹投擊」。
- 大水牛（另譯：鋼鐵巨牛）（Magnugiga）

身長：285cm / 體重：510kg。
鐵兵的契約獸。綠色的機械巨人型牛的鏡怪獸，6000AP。契約獸本身堅硬的身軀能作為鐵兵的護盾，右手為重砲，全身上下隱藏許多軍火武器。能用絕技「世界末日」。
- 魔鬼魚（另譯：魔鬼潛水魟）（Evildiver）

全長：200cm / 體重：30kg。
海鰩的契約獸。淺粉紅色的魟型鏡怪獸，4000AP。海鰩能騎乘於契約獸上方進行飛翔和水中活動，也能以鋒利的機翼作為切割攻擊。23話海鰩死後，變回野生型態的魔鬼潛水魟在25話從斷崖海中衝出被逼入絕境的王蛇的背後，在衝向王蛇之際被收服成第三體契約獸。後期是合成王蛇的契約獸－合體獸帝的重要器材之一，能用絕技「水流域」。
- 鐵甲犀牛（Metalgelas）

身長：235cm / 體重：270kg。
堅甲的契約獸。灰色的犀牛型鏡怪獸，4000AP。以尖角和銳利的雙爪作為武器，魁武堅固的身軀能作突擊攻擊。19話堅甲死後開始追擊王蛇為主人復仇，最後被王蛇收服成契約。後期是合成王蛇的契約獸－合體獸帝的重要器材之一，能用絕技「沉重壓迫」。
- 毒牙蛇（Venosnaker）

全長：625cm / 體重：190kg / 最高走行速度：時速500km。
王蛇的契約獸。紫色的眼镜蛇型鏡怪獸，5000AP。有和淺倉威相同的殘暴性格。口中能吐出毒液，尾刀能作為王蛇武器「蛇彎刀」。是合成王蛇的契約獸－合體獸帝的重要器材之一，能用絕技「毒牙爆裂踢」。
- 合體獸帝（Genocider）

全長：530cm / 全高：310cm  / 體重：490kg。
王蛇的契約獸。7000AP。是利用「Unite Vent（融合降臨）」來將毒牙蛇、魔鬼潛水魟和鐵甲犀牛融合而成的強大契約獸，也能使用毒牙蛇、魔鬼潛水魟和鐵甲犀牛的物理、屬性攻擊，如：毒液、衝擊、切割。能用絕技「毀滅之日」。
- 大牙（另譯：毀滅狂虎）（Destwilder）

身長：245cm / 體重：280kg / 最高走行速度：時速300km。
猛虎的契約獸。銀色的人型虎鏡怪獸，5000AP。身上有著藍色的條紋，雙腕的銳利勾爪為其武器。能用絕技「晶體爆裂」。
- 妖羊、魔羚（另譯：千兆羚羊）（Gigazelle）

身長：243cm / 體重：125kg / 跳躍力：50m以上。
螺旋的契約獸。灰紫色和綠紫色的兩體人型羚羊鏡怪獸，4000AP。能讓螺旋將所有羚羊類鏡怪獸全部訂下契約。為六隻不同樣貌的人型羊鏡怪獸，包括萬兆羚羊、巨羚皇、巨羚尼隆吉、瑪鋏大羚羊，六隻皆擁有驚人的跳躍能力和速度，武器不盡相當。此外六體鏡怪獸皆在先前的劇情中作為野生怪獸登場。能用絕技「驅羊分配」。
- 變色龍（Biogreeza）

身長：228cm / 體重：260kg / 跳躍力：60m。
僅特別篇登場。妖翠的契約獸。綠色的人型變色龍鏡怪獸，4000AP。身體可變化成周遭景色，還能伸出最長600m的舌頭。能用絕技「死亡絕跡」。
- 不死鳥－火鳳凰（另譯：黃金鳳凰）（Gold Phoenix）

全長：190cm / 展翼長：430cm / 體重：110kg。
奧丁的契約獸。金色的不死鳥型鏡怪獸，8000AP。全身被金色的火炎纏繞，有很強的力量。能用絕技「永恆毀滅」。
- 急速惡棍（PSYCOROGUE）

身長：225cm（普通時） / 全長：222cm（機車模式） / 體重：125kg / 最高走行速度：時速680km（機車模式）。
抉擇者、抉擇者‧零的契約獸。黑色的人型蟋蟀鏡怪獸，6500AP。能夠變成抉擇者、抉擇者‧零的座騎。能用絕技「死亡絕境」。

## 登場怪人
鏡怪人（Mirror Monster）是生存於鏡世界的生物，專門吃食人類，可以自由通往人類世界但是無法逗留太久，所以只能在有鏡子的地方偷襲人類。其實鏡世界中所有的怪人都是由年幼時的神崎優衣與神崎士郎所繪製、創造出來的。在二十七話中隱約透露，鏡怪人似乎能依靠士郎復活。
以下為TV版、劇場版、特別篇所登場之鏡怪人：
- 巨大蜘蛛（ディスパイダー）

身高：250cm、全長：550cm、體重：610kg、寬度：400cm
於第一話登場。故事一開始出現捉走一位女性的怪獸，後和夜騎展開對決，能將空白型態龍騎所持的劍弄斷。最後被夜騎的Final Vent「飛翔斬」擊斃。另外在特別篇Special 13Riders中與萊斯蜘蛛、獨奏蜘蛛一起襲擊眾騎士，其中還將假面騎士堅甲吃掉，最後被代替戰死的蓮變身成生存夜騎的真司以Final Vent「疾風斷」擊敗。
- 巨大蜘蛛·再生體（ディスパイダー・リボーン）（配音：山野井仁）

身高：255cm、全長：550cm、體重：700kg、寬度：400cm
於第二話登場。為人型上半身，蜘蛛型下半身的怪人，巨大蜘蛛強化體，能發射針和絲作為攻擊手段。一度用絲纏住夜騎，在準備將其解決時被龍騎阻止，最後被前者的Final Vent「龍騎士踢」擊敗，其能量被無雙龍吸收。
- 萬兆羚羊（メガゼール）（配音：菊池いづみ）

身高：240cm、體重：130kg
初登場為野生型態。於第三-四話登場。主體為黃色，跳躍力極高，以雙鋏的長柄刀作為武器。首次：與另外兩隻羊型鏡怪人一同入侵校園，最後被夜騎的Final Vent「飛翔斬」擊敗，其能源被闇翼吸收。劇情中後期再次出現，成為假面騎士螺旋的契約獸之一。
- 千兆羚羊（紫）（ギガゼール 紫）（配音：柴本浩行）

身高：243cm、體重：125kg
初登場為野生型態。於第三-四、二十四話登場。主體為灰紫色，武器為雙鋏的長柄刀，首次：與另外兩隻羊型鏡怪人一同入侵校園，在和龍騎展開對決中被對手的「龍爪火」攻擊，及時逃跑，尚無死亡。劇情中後期再次出現，後期成為假面騎士螺旋的契約獸之一。
- 千兆羚羊（綠）（ギガゼール 緑）（配音：柴本浩行）

身高：243cm、體重：125kg
初登場為野生型態。於第三-四話登場。主體為綠、紫色，武器為雙鋏的刀刃，首次：與另外兩隻羊型鏡怪人一同入侵校園，在和龍騎展開對決中被龍騎的Final Vent「龍騎士踢」擊敗。劇情中後期再次出現。後期成為假面騎士螺旋的契約獸之一。
- 火山巨蟹（ボルキャンサー）（配音：千田義正）

身高：224cm、體重：165kg。
原為利刃的契約獸。野生型態於第六話登場。主體色為金橙色的螃蟹人型鏡怪人。因利刃的卡盒被夜騎打破了而使火山巨蟹變回野生型態而失控，將主人吞噬。雙手為剪刀鉗，能靠嗅覺來攻擊周遭的敵人。最後被龍騎以Final Vent「龍騎士踢」擊敗。
- 鋼鐵斑馬（ゼブラスカル・アイアン）（配音：千田義正）

身高：250cm、體重：145kg
於第六~八話登場。主體為黑白雙色的斑馬鏡怪人，身體能隨身上的斑紋分解，還可利用雙手的盾刀狀武器將人類分解。和龍騎展開對決中逃跑，再度出面時被前者的「龍爪火」重傷，最後仍被龍騎的Final Vent「龍騎士踢」擊敗。
- 青銅斑馬（ゼブラスカル・ブロンズ）（配音：千田義正）

身高：245cm、體重：140kg
於第七話登場。主體為紫白雙色，頭部呈冠狀的斑馬鏡怪人，和鋼鐵斑馬是一伙，身體能隨身上的斑紋分解。在鋼鐵斑馬對付龍騎時和鐵兵展開對決，最後在試圖逃跑時被前者的「巨型火箭砲」轟碎。
- 狂野豬怪（ワイルドボーダー）（配音：千田義正）

身高：225cm、體重：160kg
於第九~十話登場。全身為紅褐色的野豬鏡怪人，有很兇暴的脾氣，胸前的尖角能發射光彈攻擊，此外擅於用身體衝撞敵人。初次登場時因襲擊走了挾持島田奈奈子的犯人而使在場的真司被誤認為犯人，後在和龍騎、夜騎的對決中被待一旁的鐵兵以Final Vent「世界末日」轟爆。
- 青空天牛（ゼノバイター）（配音：鹽野勝美）

身高：245cm、體重：148kg
於第十一話登場。青色的天牛型鏡怪人，手持的迴力鏢亦能作為利劍攻擊。在電車中不斷襲擊乘客，而成為「無人電車」事件的傳聞，後在和龍騎交手時利用迴力鏢二度攔截龍騎的卡片降臨，最後在迴力鏢被「赤龍刀」破壞而受傷之餘，青空天牛便被前者的Final Vent「龍騎士踢」所擊敗。
- 赤土天牛（テラバイター）（配音：高田由美）

身高：238cm、體重：145kg
於第十一-十二話登場。赤色的天牛型鏡怪人，有著比青空天牛還大的觸角，攻擊性強，用手持的迴力鏢攻擊。偷襲江島教授（一起和神崎士郎研究的人）時被真司和蓮阻止，並和兩人對戰，最後被兩人的Final Vent「龍騎士踢」和「飛翔斬」擊斃，其能量被暗翼吸收，但江島教授因而死亡。
- 死亡魔猴（デッドリマー）（配音：鹽野勝美）

身長：220cm、體重：120kg
於第十三-十四話登場。有著三隻眼睛的猴子型鏡怪人，身上有著繃帶造型為特徵，第三支眼睛可以放出紅外線，可使用置於身後的散彈槍射擊敵人，具有優秀的敏捷度。初登場時潛藏在電梯中捕食人類，在和龍騎對戰時因鐵兵的介入而中途逃脫。後再度出現並被夜騎的Final Vent「飛翔斬」擊敗，能源被併肩作戰的龍騎契約獸無雙龍吸收。
- 巴庫拉鯤／另譯：巴庫拉海妖（バクラーケン）（配音：千田義正）

身長：232cm、體重：150kg
於第十五話登場。淺紫色的魷魚型鏡怪人，特徵與夥伴威斯鯤相同只有胸前的V字胸甲為淺紫色，手上的吸盤可以吸住任何的地方，如牆壁等等，也能吸住敵人讓對方難以逃脫，頭上的嘴口可以噴出墨汁，可以遮住敵人視線，武器為觸手鞭。初登場時和威斯鯤一同捕食了一位參與芝浦純創作遊戲的同學，並和龍騎、堅甲交手，最後被後者的Final Vent「沉重壓迫」擊殺。
- 威斯鯤／另譯：威斯海妖（ウィスクラーケン）（配音：千田義正）

身長：230cm、體重：154kg
於第十五-十六話登場。淺紫色的魷魚型鏡怪人，特徵與夥伴巴庫拉鯤相同而胸前的V字胸甲改為紅色，能力與巴庫拉鯤相同，武器為攻擊範圍廣的長叉戟。初登場時和巴庫拉鯤一同捕食了一位參與芝浦純創作遊戲的同學，和海鰩、夜騎短暫交手，被夜騎的「音波破擊」趕走。後在和海鰩對峙時被龍騎以Final Vent「龍騎士踢」擊敗。
- 膠態蠑螈（ゲルニュート）（配音：鹽野勝美）

身長：225cm、體重：123kg
於第十七-十八話登場。紅色機械身的蠑螈型鏡怪人，指尖可以分泌黏液以便攀爬，手上可以噴射出繩狀的黏液，捕捉敵人，武器為背上揹著的巨大十字手裏劍，可進行遠程攻擊（平時為隱藏）。在和龍騎與海鰩戰鬥時躲避了對方的延升技能「雙重龍爪火」，便此逃脫，後再度出現時在餐廳中和龍騎交手，被突然出現的堅甲以「金屬犄角」刺傷，最後龍騎連砍並以Final Vent「龍騎士踢」消滅，能源亦被無雙龍吸收。
於續篇《RIDER TIME 假面騎士龍騎》第一話再次登場襲擊眾騎士，阻饒騎士之間的戰鬥。
- 鐵甲犀牛（メタルゲラス）

身長：235cm、體重：270kg。
原為堅甲的契約獸。野生型態於第十九-二十話登場。主體色為灰色的犀牛型鏡怪人。以尖角和銳利的雙爪作為武器，魁武堅固的身軀能作突擊攻擊。19話堅甲死後變回野生型態，並開始追擊王蛇為主人復仇，最後被王蛇收服成契約，尚未死亡。但在《劇場版 假面騎士龍騎 EPISODE FINAL》與王蛇的契約獸們合體為合體獸帝（Genocider）與花夢戰鬥，原本王蛇以Final Vent「毀滅之日」將花夢吸入時，突然遭受龍牙的猛烈襲擊並以「龍騎士踢」石化後一同粉碎。
- 迅雷加爾多（ガルドサンダー）（配音：鹽野勝美）

身長：248cm、體重：145kg
於第二十二-二十三話（回憶中）登場。是神崎士郎的手下。鮮紅色的鳳凰型鏡怪人，羽尾能伸縮自如來纏住對手，武器為一把和羽尾同樣的甩鞭手持在手上鞭打對手。可變化成火鳥型態並以時速580km飛行，口中還能吐出850度的火燄彈，擁有很強大的戰鬥力。在故事開始之前曾受令殺死不想成為騎士的齊藤雄一。初登場時迅雷加爾多受神崎士郎命令在停車場中襲擊了手塚，並在鏡世界中和龍騎、海鰩戰鬥，最後在和海鰩展開決戰後衝向攻擊對方，但仍被海鰩的Final Vent「水流域」消滅。
- 巨羚尼隆吉（ネガゼール）（配音：千田義正）

身長：245cm、體重：135kg
於第二十四話登場。初登場為野生型態。全身白色的大羊角羚羊型鏡怪人，與萬兆羚羊屬於同一屬的，和千兆羚羊擁有一樣的高速移動與跳躍力，武器為手臂上的粗壯刀刃，頭上的有著其他羚羊型鏡怪人所沒有的巨大羊角，也可以作為武器使用衝撞，後期成為假面騎士螺旋的契約獸之一。初登場時襲擊了成功變身成生存夜騎的蓮，讓被重傷的淺倉逃跑，而巨羚尼隆吉再次消失。後和巨羚皇一同在橋下和生存夜騎戰鬥，最後被對方的Final Vent「疾風斷」殺死。
- 巨羚皇（オメガゼール）（配音：千田義正、鹽野勝美）

身長：255cm、體重：150kg
於第二十四、二十五話登場。初登場為野生型態。紫色龐大的羚羊型鏡怪人，體型高大。胸前有著類似巨大羚羊臉龐的胸甲，並不適合從高空上方作戰，攻擊武器為雙鋏的刀刃與羚羊手杖，後期成為假面騎士螺旋的契約獸之一。初登場時和巨羚尼隆吉一同對抗生存夜騎，在對方使出Final Vent「疾風斷」時逃走。後再次出現，從破舊的房子裡的鏡子衝出，被正在調查神崎優一以前住過的房子的蓮、真司目擊，後來為了找到再次失蹤的優一到了大洗海岸，從蓮的車的車窗中再次衝出，並襲擊了蓮、真司，但找不到躲起來的蓮和真司所以再次消失了（事實上也是神崎士郎派來襲擊真司與蓮的），後來又出現於峽谷看見正在戰鬥的蓮、淺倉、北岡，襲擊了正在旁觀苦惱的真司。最後被龍騎以Final Vent「龍騎士踢」消滅。
- 魔鬼潛水魟（エビルダイバー）

身長：200cm、體重：30kg。
原為海鰩的契約獸。野生型態於二十五話登場。淺粉紅色的魟型鏡怪獸。能讓使用者騎乘於契約獸上方來進行飛翔與水中活動，也能以鋒利的機翼作為切割攻擊。23話海鰩死後，變回野生型態的魔鬼潛水魟在25話從斷崖海中衝出幫助被逼入絕境的王蛇，並被王蛇收服成契約，尚未死亡。但在《劇場版 假面騎士龍騎 EPISODE FINAL》與王蛇的契約獸們合體為合體獸帝（Genocider）與花夢戰鬥，原本王蛇以Final Vent「毀滅之日」將花夢吸入時，突然遭受龍牙的猛烈襲擊並以Final Vent「龍騎士踢」石化後一同粉碎。
- 深海錘擊者／另譯：深淵錘擊者（アビスハンマー）（配音：鹽野勝美）

身長：232cm、體重：158kg
於第二十六話登場。草綠色的人型鯊魚鏡怪人，以胸口的雙機槍作戰，曾企圖襲擊北岡於法庭上的對手。可以在土中、水中皆有125km的高速移動。原本是想襲擊和北岡作對的人，但被真司、北岡阻止並展開對戰，以雙機槍攻擊兩人，最後被龍騎的「龍爪火」和鐵兵的Final Vent「世界末日」一同擊斃。
在《假面騎士Decade》中為「Ryuki世界」和續篇《RIDER TIME 假面騎士龍騎》中為假面騎士Abyss的契約獸，可與鏡怪人深海堤壩合體為魔狂鯊（Abyssodon）。
- 深海堤壩／另譯：深淵堤壩（アビスラッシャー）（配音：鹽野勝美）

身長：225cm、體重：127kg
於二十七話登場。墨綠色的人型雙髻鯊鏡怪人，可召喚出武器為兩支長鋸刀，身體能放出高壓水流攻擊。與夜騎一同進入鏡世界進行交戰，戰鬥中被夜騎以「闇翼槍」的連環攻擊讓自身受創，深海堤壩便利用高壓水流逃脫。後再次和夜騎戰鬥，在對方以壓倒性攻擊之時，趕緊以高壓水流攻擊前者，讓前者無反擊之地後，夜騎使用「生存卡－疾風」成功變身為生存夜騎後，最後被對方的Final Vent「疾風斷」殺死。
在《假面騎士Decade》中為「Ryuki世界」和續篇《RIDER TIME 假面騎士龍騎》中為假面騎士Abyss的契約獸，可與鏡怪人深海錘擊者合體為魔狂鯊（Abyssodon）。
- 護盾豪豬（シールドボーダー）（配音：千田義正）

身長：225cm、體重：127kg
主體為灰藍色，全身被裝甲包覆的豪豬型鏡怪人。能以身上突出的多枚尖刺攻擊對手，且胸前的豪豬盾牌可供護盾豪豬使用，足以將大砲反彈。
- 索諾拉布瑪（ソノラブーマ）（配音：鹽野勝美）

身長：230cm 體重：150kg
主體為青銅色的蟬型鏡怪人，特徵為左右肩膀有著蟬的翅膀造型的肩甲，以兩手上的音擊板作為武器，能發動催眠攻擊也可以發動超音波攻擊阻止敵人的行動。出現時會產生蟬的叫聲。被鐵兵以Shoot Vent「巨型加農砲」擊傷後，再由夜騎以Final Vent「飛翔斬」擊殺。
- 轟鳴毒黃蜂（バズスティンガー　ホーネット）（配音：鹽野勝美）

身長：230cm、體重：130kg
主體色為鮮紅色，有著紅色水晶般外殼的大黃蜂人型鏡怪人，為三體蜂型鏡怪人集團中的隊長，雙手手持兩把毒針型短劍作為武器，只要被手上的毒針武器刺中很可能會過敏性休克或當場死亡是個相當棘手的敵人，三體蜂型鏡怪人亦可組成特殊的屏障抵擋攻擊，曾擋下王蛇的Final Vent「毒牙爆裂踢」將王蛇彈飛。最後關鍵時三體蜂型鏡怪人又使出特殊屏障，但最終仍不敵同時進行Final Vent「毒牙爆裂踢」的王蛇、Final Vent「飛翔斬」的夜騎與Shoot Vent「巨型火箭砲」的鐵兵，其能源被王蛇的契約獸毒牙蛇、魔鬼潛水魟、鐵甲犀牛同時吸收。
- 轟鳴毒胡蜂（バズスティンガー　ワスプ）（配音：鹽野勝美）

身長：225cm、體重：120kg
主體色為銀青色，三體蜂型鏡怪人集團中的輔佐士兵，以長劍作為武器的胡蜂人型鏡怪人，三體蜂型鏡怪人亦可組成特殊的屏障抵擋攻擊。最後關鍵時三體蜂型鏡怪人又使出特殊屏障，但最終仍不敵同時進行Final Vent「毒牙爆裂踢」的王蛇、Final Vent「飛翔斬」的夜騎與Shoot Vent「巨型火箭砲」的鐵兵，其能源被王蛇的契約獸毒牙蛇、魔鬼潛水魟、鐵甲犀牛同時吸收。
- 轟鳴毒蜜蜂（バズスティンガー　ビー）（配音：鹽野勝美）

身長 228cm 體重 125kg
主體色為黃色，以弓箭作戰的蜜蜂人型鏡怪人，三體蜂型鏡怪人集團中的先鋒士兵，能發射長達150米射程的麻痹性毒箭，三體蜂型鏡怪人亦可組成特殊的屏障抵擋攻擊。最後關鍵時三體蜂型鏡怪人又使出特殊屏障，但最終仍不敵同時進行Final Vent「毒牙爆裂踢」的王蛇、Final Vent「飛翔斬」的夜騎與Shoot Vent「巨型火箭砲」的鐵兵，其能源被王蛇的契約獸毒牙蛇、魔鬼潛水魟、鐵甲犀牛同時吸收。
- 幽靈水母（ブロバジェル）（配音：鹽野勝美）

身長：230cm、體重：138kg
水母型鏡怪人，用叉形爪臂戰鬥，身體和球體形的頭部皆能放出7000V的強力電流，足以一記就使毫無防備的人類斃命，攻擊強勁。與龍騎對戰，最後被Final Vent「龍騎士踢」擊敗。
- 幻影加爾多（ガルドミラージュ）（配音：鹽野勝美）

身長：245cm、體重：143kg
為神崎士郎的手下。初登場與暴風加爾多一同行動。綠色的鳳凰型鏡怪人，有銳利的鉤爪，擅長以時速600km飛行，此外背後的圓盤飛鏢能將對手撕裂。
- 暴風加爾多（ガルドストーム）（配音：鹽野勝美）

身長：250cm、體重：148kg
為神崎士郎的手下。初登場與幻影加爾多一同行動。深紅色的鳳凰型鏡怪人，以如羽毛般的飛鏢和手持的戰斧攻擊，有著極殘酷的性格。與白虎對戰，最後被前者的Final Vent「晶體爆裂」擊敗。
- 盛花毒黃蜂（バズスティンガー　ブルーム）（配音：鹽野勝美）

身長：228cm、體重：125kg
主體色為淺黃色的黃蜂人型鏡怪人，有著150公尺準確狙擊的麻痺毒箭，弓箭則能作為劍般斬擊對手。與冰霜之毒蜂一同對付龍騎與夜騎，最後被變身為生存型態的夜騎以Final Vent「疾風斷」擊殺。
- 冰霜之毒蜂（バズスティンガー　フロスト）（配音：鹽野勝美）

身長：225cm、體重：125kg
主體色為水藍色的毒蜂人型鏡怪人，雙手有著針刺，足以使中刺者直接斃命的驚人力量。與盛花毒黃蜂一同對付龍騎與夜騎，最後被變身為生存型態的龍騎以Final Vent「龍火風暴」擊殺。
- 瑪鋏大羚羊（マガゼール）（配音：鹽野勝美）

身長：248cm、體重：138kg
主體色是深綠色，擁有銅黃色的螺旋狀羊角，為萬兆羚羊、千兆羚羊、巨羚尼隆吉和巨羚皇等夥伴。是假面騎士螺旋的契約獸之一，作戰武器是雙鋏的刀刃與羚羊叉角劍，並配合強大的臂力來擊退敵人。在假面騎士螺旋的帶領下襲擊真司，之後與龍騎交戰仍被前者的Final Vent「龍騎士踢」消滅。
- 刀面鬼（シアゴースト）（配音：鹽野勝美、柴本浩行）

身長：225cm、體重：145kg
水蠆型鏡怪人，全身為白色，通常集體出現，數量驚人，其行動雖然緩慢但具有將卵放於人類體內並且形成一個蟲網纏住人類進行補食，口中能吐出白絲纏住對手。
第45-46話出現，在王蛇、鐵兵、夜騎對戰時突然集體出現，阻饒騎士之間的戰鬥，被王蛇以Final Vent「毒牙爆裂踢」、鐵兵以Shoot Vent「巨型火箭炮」消滅。後期刀面鬼與假面騎士螺旋對戰，最後螺旋使用Final Vent「驅羊分配」擊敗。此鏡怪人也曾在劇場版中登場。是劇中後期出現次數最多的鏡怪人，不斷出現。
於續篇《RIDER TIME 假面騎士龍騎》第一話再次登場襲擊眾騎士，阻饒騎士之間的戰鬥。
- 雷光騎兵（レイドラグーン）（配音：柴本浩行、宗矢樹賴）

身長：不明、體重：不明
本篇及《劇場版 假面騎士龍騎 EPISODE FINAL》中登場。由刀面鬼進化而來，藍紫色的蜻蜓型鏡怪人，擁有飛行的能力，以雙手腕處的刀刃作為攻擊手段，部分種類的雷光騎兵可以使用一把藍色長戟進行大範圍的揮砍來擊退敵人。在TV版48話中大量出現，襲擊為了保護小女孩的真司，導致真司重傷，真司後來與蓮變身後一同對付雷光騎兵們，其中一部分雷光騎兵由龍騎的Final Vent「龍騎士踢」消滅，但是雷光騎兵數量太多於是兩人同時一起變身為生存型態後，雷光騎兵們全數遭到生存龍騎的Final Vent「龍火風暴」與生存夜騎的Final Vent「疾風斷」消滅。
- 高速騎士（ハイドラグーン）

身長：不明、體重：不明
於《劇場版 假面騎士龍騎 EPISODE FINAL》中登場。是雷光騎兵的最終進化型態，為體型更為巨大的藍紫色蜻蜓型鏡怪人戰機，成體型態，沒有雙腳，可以使用機身上的導彈作為轟炸攻擊。在劇場版接近片尾中大量出現，使得生存龍騎和生存夜騎向前應戰，其勝負未知。
於《假面騎士ZI-O》EP.47-EP.49再次登場大量出現於上空。
- 毒囊蜘蛛（ミスパイダー）（配音：小田木美惠）

身長：不明、體重：不明
主體色為白灰色的蜘蛛人型鏡怪人，僅於特別篇登場，是保護鏡核心的鏡怪人之一，頭部特徵為兩顆大卵囊，雖然設定是蜘蛛，但發出來的叫聲卻是猴子的聲音，可從口中吐出繩狀蜘蛛絲將敵人困住。一開始特別篇片頭襲擊的目標就是真司，用繩狀蜘蛛絲把真司抓進鏡世界的鏡核心，正要襲擊真司時被初代龍騎所救，與剛從鏡核心創造出來的鏡怪人－萊斯蜘蛛聯手將初代龍騎重創，最後被初代龍騎的「龍爪火」給擊敗，特別篇後期再次登場，和萊斯蜘蛛一起襲擊一位蹓狗的女士，並與龍騎、夜騎、海鰩交戰。
- 萊斯蜘蛛（レスパイダー）（配音：兵藤まこ）

身長：不明、體重：不明
主體色為橘紅色的蜘蛛人型鏡怪人，武器為裝備在左右手上的鋼爪，於特別篇登場，由鏡核心上方的圖畫紙掉落在地上被反射出來的鏡怪人，是保護鏡核心的鏡怪人之一。與毒囊蜘蛛一起把初代龍騎重創，但也被初代龍騎的「龍爪火」給波及重傷，最後被剛得到龍騎卡盒變身成龍騎的真司慌張下以「赤龍刀」一刀砍傷而亡，特別篇後期再次登場和毒囊蜘蛛一起襲擊一位蹓狗的女士，並與龍騎、夜騎、海鰩交戰，最後又再鏡世界的鏡核心重生一次與巨大蜘蛛、獨奏蜘蛛一起襲擊眾騎士。
- 獨奏蜘蛛／另譯：索羅斯蜘蛛（ソロスパイダー）（配音：鹽野勝美）

身長：不明、體重：不明
主體色為青綠色與灰色的蜘蛛人型鏡怪人，武器為雙臂上的鋼鐵刀刃，於特別篇登場。登場時與龍騎和利刃展開對決，對兩人相當棘手，最後被真司以生存龍騎的Shoot Vent「流星炎彈」所擊敗，特別篇後期再次登場在鏡核心與巨大蜘蛛、萊斯蜘蛛一起襲擊眾騎士。

## 播放列表
以下時間以當地時間（日本時間）為準：
| 日本首播   | 集數 | 標題漢譯       | 登場鏡怪人                       | 編劇     | 導演       |
| ---------- | ---- | -------------- | -------------------------------- | -------- | ---------- |
| 2002/02/03 | 1    | 誕生秘話       | 巨大蜘蛛                         | 小林靖子 | 田崎龍太   |
| 2002/02/10 | 2    | 巨大クモ逆襲   | 巨大蜘蛛·再生體                  | 小林靖子 | 田崎龍太   |
| 2002/02/17 | 3    | 学校の怪談     | 萬兆羚羊 千兆羚羊                | 小林靖子 | 石田秀範   |
| 2002/02/24 | 4    | 学校の怪談2    | 萬兆羚羊 千兆羚羊                | 小林靖子 | 石田秀範   |
| 2002/03/03 | 5    | 骨董屋の怪人   | 火山巨蟹                         | 小林靖子 | 長石多可男 |
| 2002/03/10 | 6    | 謎のライダー   | 火山巨蟹                         | 小林靖子 | 長石多可男 |
| 2002/03/17 | 7    | 新種誕生？     | 青銅斑馬 鋼鐵斑馬                | 小林靖子 | 田崎龍太   |
| 2002/03/24 | 8    | 4人目ゾルダ    | 青銅斑馬 鋼鐵斑馬                | 井上敏樹 | 田崎龍太   |
| 2002/03/31 | 9    | 真司が逮捕？！ | 狂野豬怪                         | 井上敏樹 | 石田秀範   |
| 2002/04/07 | 10   | ナイトの危機   | 狂野豬怪                         | 井上敏樹 | 石田秀範   |
| 2002/04/14 | 11   | 謎の無人電車   | 青空天牛 赤土天牛                | 小林靖子 | 長石多可男 |
| 2002/04/21 | 12   | 秋山蓮の恋人   | 青空天牛 赤土天牛                | 小林靖子 | 長石多可男 |
| 2002/04/28 | 13   | その男ゾルダ   | 死亡魔猴                         | 小林靖子 | 田崎龍太   |
| 2002/05/05 | 14   | 復活の日       | 死亡魔猴                         | 小林靖子 | 田崎龍太   |
| 2002/05/12 | 15   | 鉄仮面伝説     | 巴庫拉鯤 威斯鯤                  | 井上敏樹 | 石田秀範   |
| 2002/05/19 | 16   | 運命のカード   | 巴庫拉鯤 威斯鯤                  | 井上敏樹 | 石田秀範   |
| 2002/05/26 | 17   | 嘆きのナイト   | 膠態蠑螈                         | 小林靖子 | 長石多可男 |
| 2002/06/02 | 18   | 脱獄ライダー   | 膠態蠑螈                         | 小林靖子 | 長石多可男 |
| 2002/06/09 | 19   | ライダー集結   | 鐵甲犀牛                         | 小林靖子 | 長石多可男 |
| 2002/06/16 | 20   | 裏切りの蓮     | 鐵甲犀牛                         | 小林靖子 | 佐藤健光   |
| 2002/06/23 | 21   | 優衣の過去     | 鐵甲犀牛                         | 小林靖子 | 佐藤健光   |
| 2002/06/30 | 22   | ライアの復讐   | 迅雷加爾多                       | 小林靖子 | 石田秀範   |
| 2002/07/07 | 23   | 変わる運命     | 魔鬼潛水魟                       | 小林靖子 | 石田秀範   |
| 2002/07/14 | 24   | 王蛇の秘密     | 巨羚尼隆吉 巨羚皇 合體獸帝       | 井上敏樹 | 長石多可男 |
| 2002/07/21 | 25   | 合体する王蛇   | 巨羚尼隆吉 巨羚皇 合體獸帝       | 井上敏樹 | 長石多可男 |
| 2002/07/28 | 26   | ゾルダの攻撃   | 深海錘擊者                       | 井上敏樹 | 長石多可男 |
| 2002/08/04 | 27   | 13号ライダー   | 深海堤壩                         | 小林靖子 | 佐藤健光   |
| 2002/08/11 | 28   | タイムベント   | 鈴村展弘                         | 小林靖子 |            |
| 2002/08/18 | 29   | 見合い合戦     | 索諾拉布瑪 護盾豪豬              | 井上敏樹 | 石田秀範   |
| 2002/08/25 | 30   | ゾルダの恋人   | 索諾拉布瑪 護盾豪豬              | 井上敏樹 | 石田秀範   |
| 2002/09/01 | 31   | 少女と王蛇     | 轟鳴毒黃蜂 轟鳴毒胡蜂 轟鳴毒蜜蜂 | 小林靖子 | 長石多可男 |
| 2002/09/08 | 32   | 秘密の取材     | 轟鳴毒黃蜂 轟鳴毒胡蜂 轟鳴毒蜜蜂 | 小林靖子 | 長石多可男 |
| 2002/09/15 | 33   | 鏡のマジック   | 幽靈水母                         | 小林靖子 | 佐藤健光   |
| 2002/09/22 | 34   | 友情のバトル   | 合體獸帝                         | 小林靖子 | 佐藤健光   |
| 2002/09/29 | 35   | タイガ登場     | 幻影加爾多 暴風加爾多            | 小林靖子 | 石田秀範   |
| 2002/10/06 | 36   | 戦いは終わる   | 合體獸帝                         | 小林靖子 | 石田秀範   |
| 2002/10/13 | 37   | 眠りが覚めて   | 盛花毒黃蜂 冰霜之毒蜂            | 小林靖子 | 長石多可男 |
| 2002/10/20 | 38   | 狙われた優衣   | 怪人軍團                         | 小林靖子 | 長石多可男 |
| 2002/10/27 | 39   | 危険のサイン   | 巨羚皇 瑪鋏大羚羊                | 小林靖子 | 鈴村展弘   |
| 2002/11/10 | 40   | 兄と妹の記憶   | 暴風加爾多                       | 小林靖子 | 鈴村展弘   |
| 2002/11/17 | 41   | インペラー     | 刀面鬼                           | 井上敏樹 | 田崎龍太   |
| 2002/11/24 | 42   | 401号室        | 怪人軍團                         | 井上敏樹 | 田崎龍太   |
| 2002/12/01 | 43   | 英雄は戦う     | 急速惡棍                         | 井上敏樹 | 田崎龍太   |
| 2002/12/08 | 44   | ガラスの幸福   | 怪人軍團                         | 井上敏樹 | 石田秀範   |
| 2002/12/15 | 45   | 20歳の誕生日   | 刀面鬼 毀滅狂虎                  | 小林靖子 | 長石多可男 |
| 2002/12/22 | 46   | タイガは英雄   | 刀面鬼 毀滅狂虎                  | 小林靖子 | 長石多可男 |
| 2002/12/29 | 47   | 戦いの決断     | 刀面鬼 毀滅狂虎                  | 小林靖子 | 長石多可男 |
| 2003/01/05 | 48   | 最後の3日間    | 暴風加爾多 雷光騎兵              | 小林靖子 | 石田秀範   |
| 2003/01/12 | 49   | 叶えたい願い   | 暴風加爾多 雷光騎兵              | 小林靖子 | 石田秀範   |
| 2003/01/19 | 50   | 新しい命       | 合體獸帝                         | 小林靖子 | 石田秀範   |

## 演員表

### 常規演員
| 角色       | 演員         | 港配                   | 台配   |
| 城戸真司   | 須賀貴匡     | 李錦綸                 | 曹冀魯 |
| 秋山蓮     | 松田悟志     | 馮錦堂                 | 何志威 |
| 神崎優衣   | 杉山彩乃     | 黃麗芳                 | 林美秀 |
| 神崎士郎   | 菊地謙三郎   | 鄺樹培                 | 梁興昌 |
| 北岡秀一   | 小田井涼平   | 陳欣                   | 梁興昌 |
| 由良吾郎   | 弓削智久     | 蘇強文                 | 何志威 |
| 浅倉威     | 萩野崇       | 陳卓智、蘇強文（代配） | 何志威 |
| 手塚海之   | 高野八誠     | 鄺樹培                 | 李景唐 |
| 桃井令子   | 久遠さやか   | 陳凱婷                 | 林美秀 |
| 浅野恵     | 森下千里     | 鄭麗麗                 |        |
| 島田菜々子 | 栗原瞳       | 陸惠玲                 |        |
| 大久保大介 | 津田寛治     | 潘文柏                 | 李景唐 |
| 神崎沙奈子 | 角替和枝     | 袁淑珍                 |        |
| 小川恵里   | つぶらまひる | 鄭麗麗                 |        |
| 東条悟     | 高槻純       | 黃啟昌                 | 李景唐 |
| 香川英行   | 神保悟志     | 梁志達                 | 李景唐 |
| 仲村創     | 坂口拓       | 雷霆、梁偉德（代配）   |        |
| 佐野満     | 日向崇       | 梁偉德                 |        |
| 芝浦純     | 一條俊       | 梁偉德                 | 梁興昌 |
| 須藤雅史   | 木村剛       | 陳卓智                 |        |

### 皮套演員
- 高岩成二（仮面ライダー龍騎）
- 伊藤慎（仮面ライダーザビー、仮面ライダーナイト）
- 押川善文（仮面ライダーゾルダ、オルタナティブ、オルタナティブ・ゼロ）
- 岡元次郎（仮面ライダー王蛇、仮面ライダーオーディン、仮面ライダーリュウガ（TVSP）、仮面ライダーナイト（TVSP））
- 矢部敬三（仮面ライダーライア、メタルゲラス、マグナギガ、各種代役（龍騎・ナイト・王蛇・オーディン・リュウガ・シザース・インペラー））

## 音樂

### 主題歌
- 『Alive A life』

作詞：海老根祐子　作曲：和田耕平　編曲：和田耕平 / 本田嘉津也　歌：松本梨香
- 『衝出去』（香港版）

作詞：王仲傑　作曲：和田耕平　編曲：Edward Chan / Charles Lee@novasonic　歌：劉浩龍

### 插入歌
- 『果てなき希望（いのち）』（Episod 1）

作詞：青山紳一郎　作曲：辻陽　編曲：坂下正俊　歌：きただにひろし
- 『果てしない炎の中へ』（Episode 18）

作詞：寺田惠子 / 安藤芳彦　作曲：野村義男　編曲：RIDER CHIPS　歌：RIDER CHIPS（Featuring 寺田惠子）
- 『Revolution』（Episode 34）

作詞：海老根祐子　作曲 / 編曲：酒井ミキオ　歌：きただにひろし
- 『Lonely Soldier』（Episode 38）

作詞：海老根祐子　作曲：辻陽　編曲：近藤昭雄　歌：秋山蓮（松田悟志）
- 『INORI』（Episode 50）

作詞：海老根祐子   作曲・編曲：辻陽 歌：神崎優衣 （杉山彩乃）

## 製作團隊
- 原作 - 石ノ森章太郎
- 連載 - テレビマガジン、てれびくん、幼稚園、めばえ、たのしい幼稚園、おともだち
- スーパーバイザー - 小野寺章（石森プロ）
- プロデュース - 圓井一夫・中曽根千治（テレビ朝日）、白倉伸一郎・武部直美（東映）
- 脚本 - 小林靖子、井上敏樹
- 監督 - 田﨑竜太、石田秀範、長石多可男、佐藤健光、鈴村展弘
- 音楽 - 丸山和範、渡部チェル
- 特撮監督 - 佛田洋（特撮研究所）
- 撮影 - 松村文雄、いのくままさお
- 助監督 - 鈴村展弘、福島宏介、近藤孔明、柴崎貴行、山口恭平ほか
- アクション監督 - 宮崎剛（ジャパンアクションクラブ）
- キャラクターデザイン - 早瀬マサト（石森プロ）、PLEX
- クリーチャーデザイン - 篠原保
- 技術協力 - オーエイギャザリング、東映ラボ・テック、KYORITZ
- 制作 - テレビ朝日・東映・ASATSU-DK（第1話 - 第39話）→ ADK（第40話 - 第50話）

## 其他相關媒體

### 特別篇
- 《假面騎士龍騎SPECIAL 13RIDERS》 （2002年9月19日播映）

### 劇場版
- 《劇場版 假面騎士龍騎 EPISODE FINAL》（2002年8月17日上映）
- 《假面騎士×超級戰隊 超 超級英雄大戰》（2017年3月25日上映）
- 《假面騎士平成Generations Forever》（2018年12月22日上映）
- 《假面騎士GEATS×REVICE MOVIE Battle Royale》（2022年12月23日上映）

### 續篇
- 《假面騎士ZI-O 外傳 PART2 RIDER TIME 假面騎士龍騎》


本作為《假面騎士龍騎》的續篇作及《假面騎士ZI-O》的外傳作品，時間點位於《假面騎士龍騎》TV結局的十六年後。
- 《假面騎士Brave ～Survive吧！復活的野獸騎士・小隊～》

淺倉威/假面騎士王蛇登場。

### 電視影集
- 《假面騎士ZI-O》

大久保大介、城戶真司、鏡像（鏡世界）的城戶真司/第21-22話登場。

## 超級英雄時間相關條目
- 《忍風戰隊破裏劍者》

## 海外播放

### 台灣
台灣華視曾於2004年7月29日至2005年3月16日期間每週四下午5時首播雙語版（一次兩集），後來由東森戲劇台和東森幼幼台（15分鐘）重播。

### 香港
香港無綫翡翠台曾於2004年9月25日至2005年10月22日期間每週六中午12時30分首播粵語配音版，成為首部於該台播放的幪面超人作品，後來於2006年重播時改回原名《幪面超人龍騎》。
| 香港 無綫翡翠台 星期六 12:30 - 13:00 | 香港 無綫翡翠台 星期六 12:30 - 13:00 | 香港 無綫翡翠台 星期六 12:30 - 13:00 |
| ------------------------------------ | ------------------------------------ | ------------------------------------ |
|                                      | (2004年9月25日—2005年10月22日)       |                                      |
| 新絲綢之路                           | (2005年10月29日—2006年11月4日)       |                                      |

## 海外作品

### 美國
循《金剛戰士》模式製作，演員與劇情完全更替的美國版《假面騎士龍騎》，於2009年3月於美國播出，台灣於2010年11月11日起每週一至四晚間9時30分於卡通頻道播出，片名仍然延用日本原名假面騎士龍騎。

## 相關資料
1. ↑  「鏡像城戶真司/假面騎士龍牙」
2. ↑  除非該卡片的剩餘張數是0
3. ↑  例如大部分騎士都只有一張契約卡，但王蛇至少有三張
4. ↑  2022年11月3日因轉播《第34屆全日本大學驛站接力賽》而須停播一次。

## 外部連結
- 仮面ライダー龍騎 （页面存档备份，存于）（仮面ライダーWEB【公式】）
- 仮面ライダー龍騎特集 （页面存档备份，存于）（東映Video官方網頁）
- 「Kamen Rider Dragon Knight」全米放映決定! - 2008年6月9日 東映株式会社 テレビリリース